# リチャード・ニクソン
リチャード・ミルハウス・ニクソン（Richard Milhous Nixon、1913年1月9日 - 1994年4月22日）は、アメリカ合衆国の政治家。同国第37代大統領（在任: 1969年1月20日 - 1974年8月9日）。
この他、連邦下院議員、連邦上院議員、ドワイト・D・アイゼンハワー政権で第36代副大統領を務めた。

## 概説
1913年1月9日、カリフォルニア州オレンジ・カウンティ（オレンジ郡）に誕生した。デューク大学ロースクール卒業後は弁護士として活動し、1946年に共和党の政治家に転身。下院議員と上院議員を経て、1953年にドワイト・D・アイゼンハワー政権で第36代アメリカ合衆国副大統領に就任し、1960年アメリカ合衆国大統領選挙ではジョン・F・ケネディに敗れたが、1968年アメリカ合衆国大統領選挙で当選して第37代アメリカ合衆国大統領に就任した。
外交ではベトナム戦争からのアメリカ軍の完全撤退を実現し、当時東西対立の時代にあってソビエト連邦とのデタント（緊張緩和）を実現し、世界が驚いた中華人民共和国への訪問など積極的なニクソン外交を展開した。
また、国内経済が高い失業率・インフレ・不況とドルの信認低下の状況の中で突然ドルと金の交換停止・輸入課徴金制導入・物価賃金凍結などの思い切った政策転換を発表（ニクソンショック）して、ドルの切り下げをアメリカの強いリーダーシップで実施し新しい国際通貨体制の確立に尽力した。
しかし、大統領再選を目指した1972年に発生したウォーターゲート事件をきっかけに、再選後の1974年に大統領辞任に追い込まれて任期中に辞職した唯一のアメリカ合衆国大統領となった。

## 生い立ち

### 幼少時代

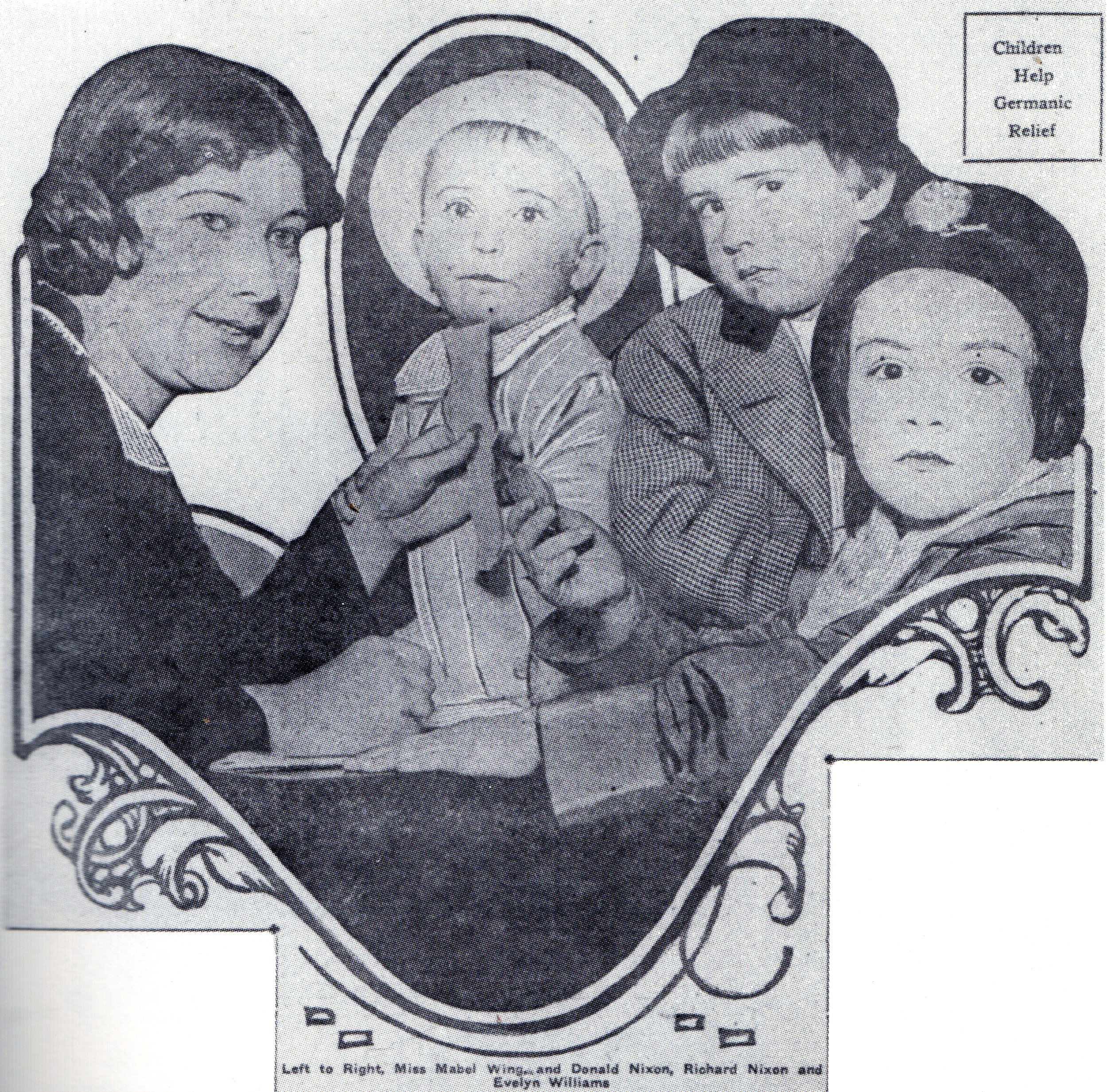
幼少時のニクソン（右から2番目）

1913年1月9日、カリフォルニア州南部のロサンゼルス近郊のヨーバリンダにて父フランシス・ニクソンと、裕福な家の出身で熱心なクエーカー教徒の母ハンナ・ミルハウス（メルハウゼン）の間に5人兄弟の次男として誕生する。父も母もアイルランドの家系である。父は結婚前はメソジスト教徒で、宗教にさほど熱心ではなかったが、母はクエーカー教徒で、父は結婚後にクエーカー教徒に改宗した。母はクエーカー教徒の中でも保守的な福音主義で厳格な躾を子どもたちに行った。
一家は東部から西部へ転々として父は大工から農夫、トロリーバスの運転手と職を変え、住所を変えながらやがて、1922年に母の実家の近くのウィッティアに引っ越し、雑貨屋兼八百屋兼ガソリンスタンドを始める。リチャードが生まれるころはウィッティアに落ち着く前のヨーバリンダでレモン農園を経営して失敗していた。
ニクソンは回顧録などで、幼少期を振り返って「貧しかったが幸せだった」と語っているが、ウィッティアでは父の店の経営は軌道に乗り、しかも母の実家が裕福であったことから、ピアノやヴァイオリンを習う余裕もあるなど、当時のアメリカの平均的な家庭と比べて決して貧しいものではなかった。
しかし、やがて長男と四男の病気が一家の家計に重くのしかかり、父は店の土地半分を売らなければならなくなる。10歳の時にはジャガイモの選別、野菜の配達、ガソリンスタンドでの給油をして、やがて店の野菜主任そして経理主任をこなすようになった。

### 青年時代
四男のアーサーと長男のハロルドが相次いで小児結核を患い医療費がかさんだこともあり、ニクソンは早起きして登校前にアルバイトをこなして家計を助けた。だが2人とも早世しニクソンは「神の存在を疑った」という。しかし、学校では学外活動にも熱心で、放課後にはアメリカン・フットボールの練習に励み、万年補欠ながらガッツは人一倍であった。また、弁舌の才能を発揮し、弁論大会でも好成績を収めている。
地元のウィッティア高校卒業後にハーバード大学から奨学生 (tuition granted) としてのオファーを受けるが、兄弟の病などもあり地元を離れることは難しく、母方の祖父の援助を得て地元カリフォルニア州のウィッティア大学（Whittier College - クエーカー教徒の学校）に入学し、1934年に2番目の成績で卒業した。
そして、卒業後にデューク大学ロー・スクールに進学。この法科大学は南部の石油成金の億万長者が基金を寄贈し、将来有望な学生を養成するための奨学金制度を設立して全米から貧しいが優秀な大学生を募集した法律専門大学で、ニクソンはこの奨学金を得ている。

## 弁護士
デューク大学法学大学院を3番目の成績で1937年に卒業し、同年にカリフォルニア州の司法試験に合格した。そしてニューヨーク州の大手弁護士事務所への就職を希望し、サリバン・エンド・コムウェル・オフィスを受験したが、東部の人間との人脈に恵まれなかったこともあり、希望していた東部の法律事務所での就職をあきらめた。この事務所には、当時有名な法律家で、ニクソンが副大統領を務めたアイゼンハワー政権の国務長官となったジョン・フォスター・ダレスがいた。
また、もう一つ大学の推薦で連邦捜査局の試験を受けたが返事がなく、諦めてカリフォルニアに戻った。16年後、副大統領となったニクソンが、部下となったFBI長官のエドガー・フーバーに問いただしたところ、一度は採用が決まったものの、予算削減で急遽取りやめになったということであった。この後にフーバー長官とは親密な関係を築くこととなる。
カリフォルニアに戻ったニクソンは、地元のウィンガード・アンド・ビウリー弁護士事務所に就職し、1939年には自らの弁護士事務所を開業した。1940年6月11日には、演劇サークルで知り合ったネバダ州出身の高等学校教師テルマ・キャサリン・ライアン（愛称パット）と結婚した。
結婚後の1941年12月、大日本帝国海軍による真珠湾攻撃でアメリカが対日参戦した時に、首都ワシントンD.C.の連邦物価統制局に就職して、リチャードとパットはワシントンD.C.に居を移すこととなった。

## アメリカ海軍時代

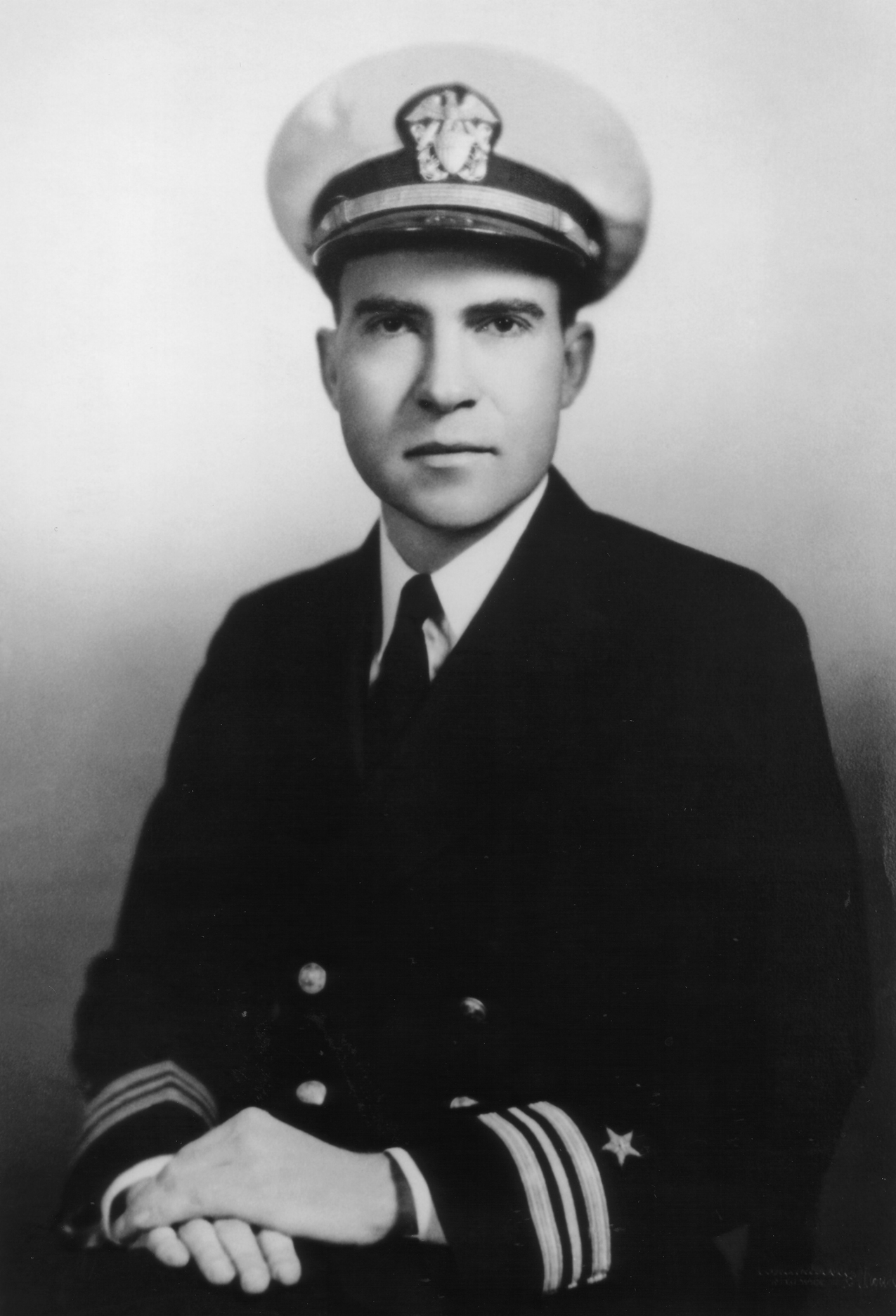
アメリカ海軍時代のニクソン少佐

アメリカも参戦した第二次世界大戦の太平洋戦線では、アメリカ軍は真珠湾攻撃で太平洋艦隊が手痛い損失を受けた上に、1942年に入ると、ニクソンの地元カリフォルニア州南部が日本海軍の艦艇による砲撃を受けたほか、日本軍機による爆撃を受けるなど各地で日本軍に対し劣勢に立たされていた。
そのような状況下で、1942年6月に士官募集に応募して海軍に入隊した。海軍への入隊後には海軍士官としての通常の訓練を受けたものの、修士号のみならず弁護士資格を持つことや、物価統制局での勤務経験があることから一般の戦闘要員とはならず、補給士官に任命された。
入隊後はしばらく、アメリカ国内のアイオワ州の基地で勤務した後に、1943年5月より日本軍と死闘が繰り広げられていた南太平洋戦線のニューヘブリデス諸島に配属された。やがて戦線の移動とともにフランス領ニューカレドニアやソロモン諸島などへ転属され、主に戦線へ軍需物資を補給する補給士官として前線での兵站業務に就いたが、昼夜を問わない日本軍の爆撃に悩まされ、多くの戦友を亡くした。
1944年7月にはブーゲンビル島の前線より国内に帰還する。その後はカリフォルニア州アラメダの海軍航空基地に勤務し、その後、1945年1月にはアメリカ東部のフィラデルフィアの基地への移転を命じられ、そこで5月のドイツ降伏、8月の日本降伏で終戦を迎えた。この海軍勤務時代に後にニクソン政権の国務長官となるウィリアム・P・ロジャーズと知り合っている。
海軍では、ブーゲンビル島の前線でハンバーガーを気軽に採れる屋台を出して人気となり、また、海軍にいる間にポーカーを覚え、「アメリカ海軍きってのポーカーの名手」として名を馳せた。前線時代を中心に、1945年8月15日の終戦までに賭けポーカーで1万ドル以上を稼いだといわれている。

## 政治家へ

### 弁護士
第二次世界大戦の終結に伴い、少佐で海軍除隊後にペプシコ社の弁護士になり、ペプシコーラの世界進出に協力。「アメリカの産業を保護する」という大義名分のもとに各国の炭酸市場での販路拡大活動に活躍し、さらに国際的な弁護士の看板はヨーロッパや日本で人脈を築くのにも役立った。しかしこの仕事を通じて知り合ったアメリカをはじめとする各国の政治家の倫理観の低さに本気で呆れていたという。

### 下院議員

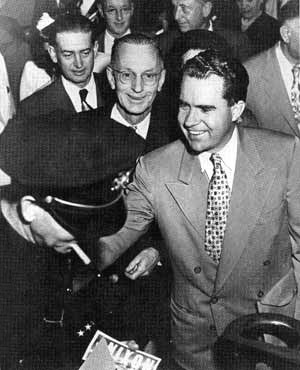
上院議員選挙時のニクソン

1946年、母校であるウィッティア大学の総長や、母の知人であるバンク・オブ・アメリカのウィッティア支店長ら地元有力者からの推薦を受け、地元のカリフォルニア州の第12下院選挙区から共和党候補として立候補した。この立候補に対して妻のパットは当初反対したものの、その後女性票を獲得するために自ら集会であいさつ回りをするなどの献身的な支えもあり、民主党選出で、労働組合をその主な支持基盤とする現職のジェリー・ヴアリスを破り下院議員に選出された。
同じ年の選挙でマサチューセッツ州で民主党から立候補したジョン・F・ケネディも初当選し、この2人は南太平洋地域で従軍したアメリカ海軍の退役軍人出身という共通の経歴から、議員活動では友好関係を築いた。
下院議員となったニクソンは下院非米活動委員会のメンバーとなり、ウィリアム・P・ロジャーズなどの協力を受けて、東西冷戦でソ連との緊張激化の中で当時「赤狩り」旋風を巻き起こしていた共和党上院議員ジョセフ・マッカーシーとともに、元共産党員でソ連にアメリカの機密情報を流したとされたトルーマン政権の高官アルジャー・ヒスを偽証罪に追い込んだ。当初、事実無根というヒスの証言を受けて他の議員が追及しなかった中で唯一人追及の手を緩めず、「反共の闘士」として全米に知れ渡った。

### 上院議員
1950年、上院議員選挙に立候補して、民主党の対立候補で女優であるヘレン・ギャーギャン・ダグラスと議席を争った。この選挙では、地元の油田開発に反対するダグラスのリベラルな言動が有権者に嫌われ、また選挙の活動期間中に朝鮮戦争が勃発し反共的な風潮が強まったことも追い風となり、ダグラスに大差をつけて当選し上院議員に選出された。
しかし、この選挙の際の言動が後々まで尾を引くこととなった。夫が左翼シンパとして有名であったが自らは「リベラル派」との評価を受けていたダグラス に対して、ニクソンは「共産主義者」のレッテルを貼った。そのことが多くの左派リベラル派のジャーナリストの反感を呼び、後の副大統領候補として立った際に執拗な攻撃を受ける要因となった。彼にとってはリベラル派も共産主義であり、対立候補をことごとく「共産主義者」のレッテルを貼って攻撃する戦略をとったため、民主党は「トリッキー・ディック」と呼んで反駁した。

## 1952年アメリカ合衆国大統領選挙
しかし、これらの活動が共和党内の保守派を中心に高い評価を受け、1952年アメリカ合衆国大統領選挙において、わずか39歳でドワイト・D・アイゼンハワーの副大統領候補に指名された。この年の大統領選挙での顕著な出来事の1つは、当時一般家庭に普及が進んでいたテレビが大統領選挙に大きな影響力を持っていることが明らかになったことである。その最初の例がニクソンが行ったテレビ演説であった。

### 「チェッカーズ・スピーチ」

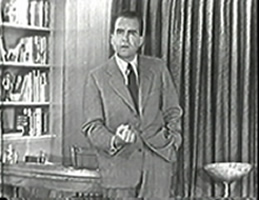
「チェッカーズ・スピーチ」を行うニクソン

ニクソンは、副大統領候補に指名される前から金銭的に余裕がなく、そのことを知った地元の有志たちが設立した支援基金団体から、政治活動資金の援助を受けていた。
しかし、民主党大統領候補のアドレー・スティーブンソンも同様の資金援助を受けていたにもかかわらず、共和党に批判的であったタブロイド大衆紙『ニューヨーク・ポスト』は、ニクソンの資金援助の事のみを「ニクソンの秘密信託基金」と批判し、さらに「2万ドルを受け取った」「物品の提供も受けた」と伝えた。さらに元々共和党支持の『ニューヨーク・ヘラルド・トリビューン』紙までがその社説で「ニクソンは辞表を提出すべきである」と主張した。
その後アイゼンハワーの選対本部はこの記事が大統領選挙に与える影響を憂慮し、選対本部の一部はニクソンを副大統領候補から降ろすことや、議員辞職をさせることまでを画策しはじめた。
これに対してニクソンは、「候補を降りることや議員を辞職すれば、これらの疑惑を認めてしまうことになる。」と言って候補から下りることを拒否し、1952年9月23日夜、潔白を訴える演説を行った。全米にテレビ中継されたこの演説の冒頭、「今夜私は皆さんの前に、米国の副大統領候補として、またその正直さと誠実さを問われている1人の人間として立っています。」と述べ、「カリフォルニアの両親が住んでいた家が3千ドルで借金1万ドル、ワシントンの自宅が2万ドルでそのまま借金2万ドル、生命保険が4千ドルで借金5百ドル、株と社債はゼロ、ワシントンの銀行からの借金が4千5百ドル、両親から借りた金が3千5百ドル……」など、ニクソン家のありとあらゆる私財リストをさらけ出して自分の個人資産の詳細を事細かく説明し、いかに質素な生活をしているかを訴えた。
逆に、トルーマン政権の閣僚の妻達の中には「院外活動をする人々から高価な毛皮のコートを受け取った」と告発されている者がいた事を受け、横に座る妻のパットが「ミンクのコートを持ってはいないが、尊敬すべき共和党員に相応しい布で出来た質素なコートを着用している。」と言ってトルーマン政権の閣僚を皮肉るとともに、「以上が私たちの財産と負債の全てです。問題の1万8千ドルは私たちのためには使っていません。」として支援基金団体から提供された資金を私的に使用したことを明確に否定した。またパトリシアに対して常に「綺麗だよ。」と言っていることも話し、愛妻家ぶりもアピールした。
そして、「物品の提供を受けたことはない。しかし例外がある。娘2人が犬を飼いたいと言っていたことを耳にしたテキサス州の支援者からコッカースパニエルを貰った。けれど6歳の長女トリシアが『チェッカーズ』と名付けて可愛がっているので返すつもりはありません。」と述べ、さらに「自分が副大統領候補を辞退するべきか否かについての意見を、共和党全国委員会に伝えてほしい。」と訴えた。
この放送は、その後「チェッカーズ・スピーチ」と呼ばれるほどの大きな反響を視聴者に与えるとともに、「提供された資金を私的に流用した」という批判を払拭し、いわれのない攻撃を受けるニクソンに対する同情と支持を集めることに成功した。さらに、ニクソンを引き続き副大統領候補として留めることを要求する視聴者からの連絡が共和党全国委員会に殺到したことで、副大統領候補の辞退さえ迫られていたニクソンは、引き続き副大統領候補として留まることになった。
しかし、家族だけでなく愛犬までを持ち出したスピーチに対して、一部の左翼的ジャーナリストから「愚衆政治的」との批判を受けることとなった。しかし、最初テレビによって救われたニクソンだが、その後はテレビに躓き、最後までテレビに苦しむ政治家となった。

## 第36代アメリカ合衆国副大統領

アイゼンハワーと大統領就任式典に臨むニクソン

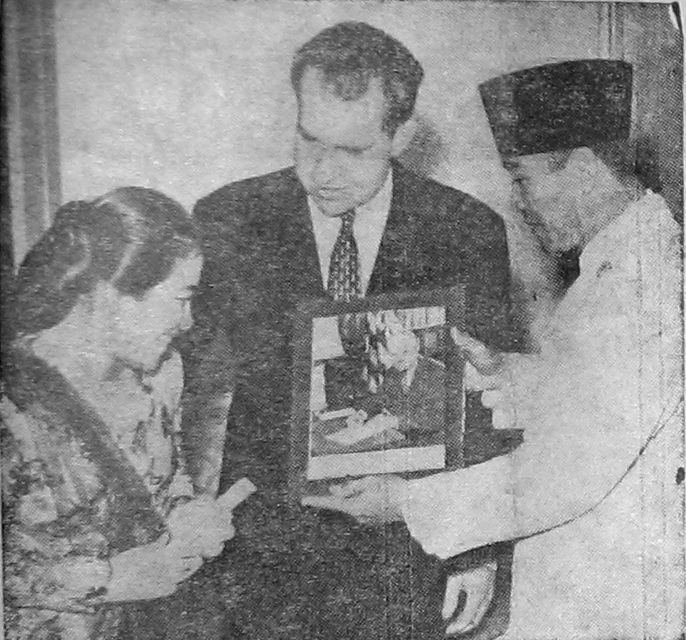
インドネシアの大統領スカルノとともに

このような逆風にあったものの、その後アイゼンハワーとニクソンのコンビは大統領選挙の本選挙で一般投票の55%、48州のうち39州を制して、民主党のアドレー・スティーブンソンとジョン・スパークマンのコンビを破り、1953年1月20日にアイゼンハワー政権の副大統領に就任した。
就任後、初の外国への公式訪問として、アメリカに隣接し関係の深いキューバやベネズエラをはじめとする南アメリカ諸国を訪問した。ベネズエラの首都のカラカスを訪問した際に反米デモが起こり、暴徒化して地元の警察でさえコントロールできなくなった状況下で、デモ隊に対する沈着冷静かつ毅然とした態度は国際的な賞賛を受けた。
また、その後もアフリカ諸国への訪問（アメリカの副大統領として史上初のアフリカ大陸への訪問であった）をはじめとする、諸外国への外遊を積極的に行った。同年の10月5日から12月14日にかけて日本・中華民国・韓国などの北東アジアから、フィリピン・インドネシア・ラオス・カンボジアなどの東南アジア、インド・パキスタン・イランなどの西アジア、オーストラリア・ニュージーランドなどのオセアニア諸国までを一気に回るなど、積極的に外遊を行った。この間、11月15日に戦後初の国賓として来日し、日米協会の歓迎会の席で「アメリカが日本の新憲法に非武装化を盛り込んだのは誤りであった」と述べている。11月16日には昭和天皇と会見。外国の賓客のうち、王族以外で夫人同伴で公式に参内した初のケースとなった。
また、これより前に1954年4月16日の全米新聞編集者協会の年次大会で「万一、インドシナが共産主義者の手に落ちれば全アジアが失われる。アメリカは赤色中国（レッドチャイナ）や朝鮮の教訓を忘れてはならない。」と述べた。当時の有力政治週刊誌はチャイナ・ロビー活動に熱心な政治家の一人としてニクソンをあげて、1950年の上院議員選挙の際に中華民国総統の蔣介石から資金の援助があったという噂を書いている。
1954年にディエンビエンフーの戦いでフランス軍が敗北した際には、「フランスが撤退すればアメリカが肩代わりをする。」としてインドシナ出兵論を唱えた。同じ年に、中華人民共和国が中華民国の金門・馬祖両島に爆撃をした時は、中国人民解放軍への軍事的対抗を主張した。なお、ベトナムからのアメリカ軍撤退と中華人民共和国訪問を自ら実現するのはこれからほぼ20年後のことである。そしてこの当時中華人民共和国と結びつこうとしたインドを牽制して、対立するパキスタンに軍事援助を与えた。
インドを訪問した時にネール首相と会談したが、ネールはニクソンを「原則のない若者」として侮蔑の言葉で呼び捨てた。
下院議員時代に「赤狩りニクソン」のニックネームで呼ばれ、副大統領になってもその反共主義は変わらなかった。そしてやがて東西対立がまだ厳しい中でソビエト連邦を公式訪問してニキータ・フルシチョフとやりあうこととなった。

### 「台所論争」

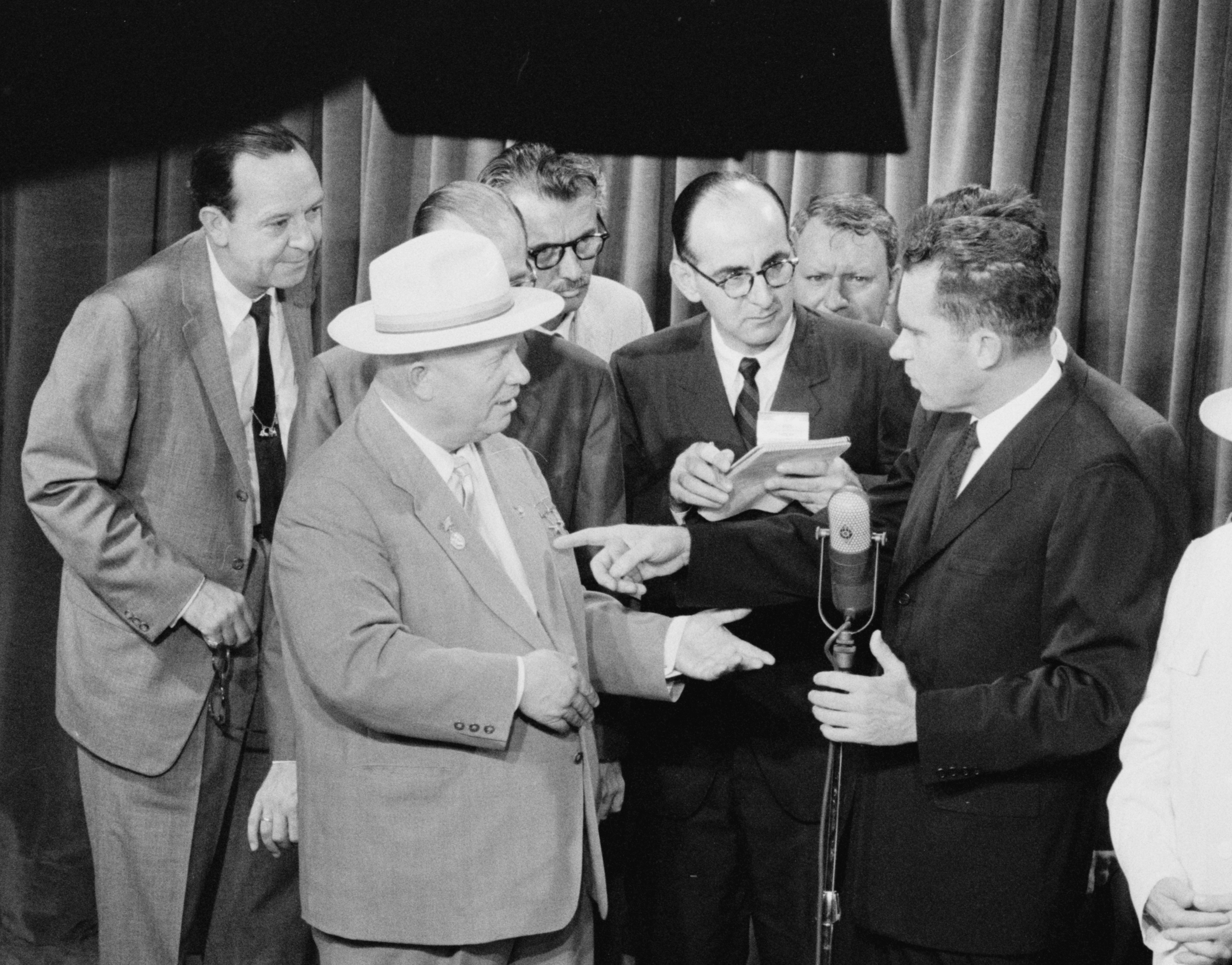
ソ連の首相フルシチョフと「台所論争」を行うニクソン

1959年7月24日には「アメリカ産業博覧会」の開会式に出席するために、ソ連の首都であるモスクワを初めて公式訪問した。これは当時のフルシチョフ政権下におけるいわゆる「雪どけ」にともなう緊張緩和（一時的なものではあったが）などが背景にある。このニクソンのソ連訪問の折にフルシチョフをアメリカに招待し、そのまた返礼でアイゼンハワーのソ連訪問を実現するためのものであった。
この年の初め1月にニューヨークで「ソビエト博」が開催されて、出品された展示品は当時のソ連が誇るミサイルなどの軍事兵器を主力としたもので、対してモスクワでの「アメリカ博」の展示品はアメリカ生活文化の粋を集めたものであった。この時モスクワのソコルニキ公園で開催されたアメリカ博覧会の開会式は、フルシチョフを招いて行われた。
フルシチョフを会場内を案内している時に、ニクソンとフルシチョフの間で、会場内に展示してあるアメリカ製の台所用品や日用品・電化製品を前にして、アメリカにおける冷蔵庫の普及と宇宙開発の遅れ、ソ連の人工衛星「スプートニク」の開発成功と国民生活における窮乏を対比し、資本主義と共産主義のそれぞれの長所と短所について討論となった。
この際にニクソンは、感情的に自国の宇宙および軍事分野における成功をまくしたてるフルシチョフと対照的に、自由経済と国民生活の充実の重要さを堂々かつ理路整然と語った。その討論内容は冷戦下のアメリカ国民のみならず自由主義陣営諸国の国民に強い印象を残し、当時は米ソ間の「台所論争」 として有名になった。

### アイゼンハワーとの関係

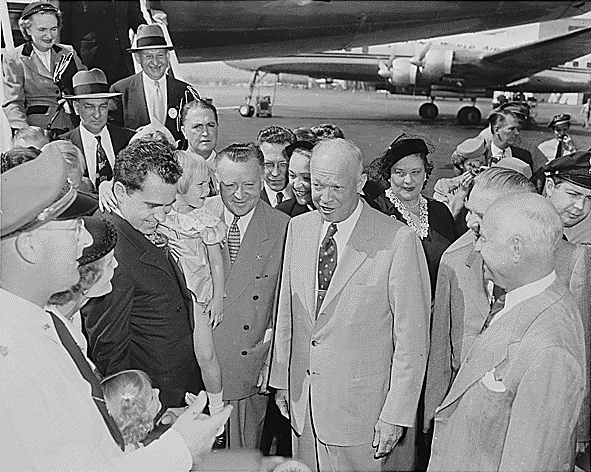
妻のパットとともに長女のトリシアと次女のジュリー（腕に抱えて）をアイゼンハワーに紹介するニクソン（1952年9月10日にワシントン国際空港にて)

アイゼンハワーの下で副大統領を務めた期間のニクソンは、1954年3月にスティーブンソンが共和党を「半分アイゼンハワー、半分マッカーシーの党」と攻撃した時に反撃役をこなし、アイゼンハワー政権においていわば「汚れ役」を押し付けられることが多かったものの、この役割を忠実にこなした。
しかしながら、アイゼンハワーが1955年9月24日の心臓発作、1956年6月の回腸炎に伴う入院、また1957年11月の心臓発作の際に、3度にわたって臨時に大統領府を指揮監督した。これは、通常行われる正式な大統領権限の委譲は行われなかった。そして、1956年の大統領選挙の時には、アイゼンハワー直々の指示により副大統領の座を降ろされそうになったものの、ニクソンに対する国民からの支持が強いことを知った共和党全国委員長レン・ホールらによって、この指示が取り消されたということもあった。
さらに、アイゼンハワーがニクソンを後継者としてどう考えるか聞かれた際に「まあ3週間も考えればね。」と答え、このやり取りは全国に知れ渡った。これらのアイゼンハワーによる冷遇を薄々感じていたニクソンは「元々アイゼンハワーは私のことを嫌っていた。」と漏らすこともあった。また、このころはアメリカにおいて出自による差別がまだ根強く残っていたこともあり、アイゼンハワーの妻のマミーも、貧しいブルーカラー出身のパットのことを陰で「貧乏人」と嘲っていたと言われている。
しかし、ニクソンが大統領に就任した1968年に、娘のジュリーがアイゼンハワーの孫のデイヴィッド・アイゼンハワーと結婚するなど、アイゼンハワー家との関係はその後改善されただけでなく、より密接なものとなっていく。

## 1960年アメリカ合衆国大統領選挙

### 共和党大統領候補へ

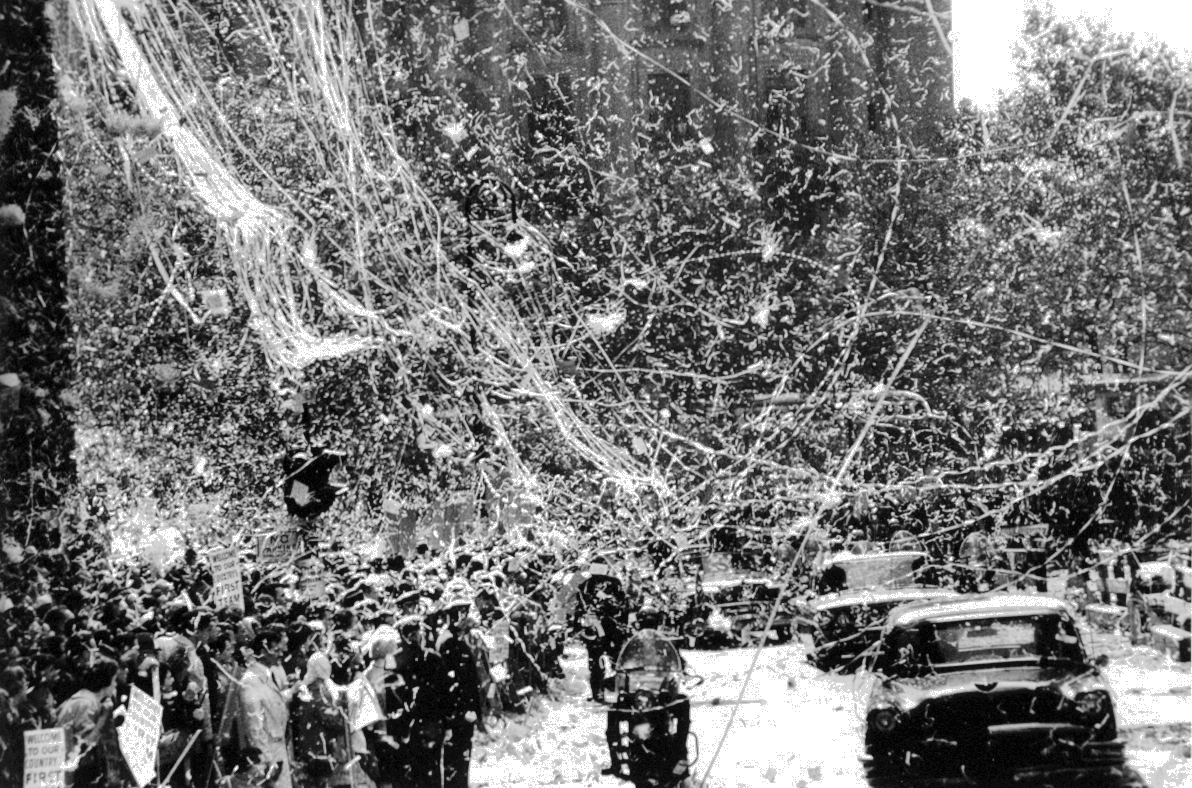
選挙中にニューヨークで歓迎を受けるニクソン

アイゼンハワーは1960年時点でもその人気は高かったものの、憲法により三選が禁じられているため、共和党は1960年の大統領選挙で新しい候補者が立つこととなった。そして副大統領であったニクソンは予備選挙に出馬することとなった。
1960年に行われた共和党予備選挙は共和党中道左派の指導者で、ニューヨーク州知事で大富豪のネルソン・ロックフェラーが立候補の構えを見せたが、離婚歴が大きな不利な要因となり、共和党の大半がニクソンを支持していたため、立候補を断念すると表明。有力対抗馬の撤退で共和党の大統領候補指名争いは有利となった。7月にシカゴで開催された共和党全国大会では、アリゾナ州選出の上院議員バリー・ゴールドウォーターが10票の代議員票を獲得しただけで、ニクソンは圧倒的な支持を得て共和党の大統領候補に指名された。指名受諾演説で、選挙期間中に50州全てを遊説することを明らかにした。

### 本選
大統領選挙における当初の選挙戦略は、中盤での中だるみ避けるため、前半の早い段階から盛り上げるでことはせず、後半から一気に選挙運動のムードとペースを変えて、特に投票日の3週間前からはテレビと広告を使って盛り上げていき、アイゼンハワーの応援も最終段階に入ってから行うというものであった。
しかし、選挙序盤の9月に突然体調を崩し、治療のため2週間入院したことで選挙日程が大幅に狂い、これが選挙運動全体に影響することになった。ケネディ陣営が最初から一気に盛り上げていく作戦で積極的に選挙運動を展開する一方、ニクソンは病院のベッドにいた。8月時点での世論調査の支持率はニクソン53%、ケネディ47%であった。

#### 人種問題
ニクソンは、当時注目を受けつつあった人種問題には積極的な対応を見せ、副大統領候補のヘンリー・カボット・ロッジ・ジュニアが「我々は、閣僚に黒人を入れることを考えている。」と明言した。また、メジャーリーガーのジャッキー・ロビンソンがケネディ陣営を嫌い、ニクソン陣営支持を明言するなど、人種問題に対し相変わらず中途半端な対応に終始していたケネディ陣営を大きく揺さぶった（実際にケネディが政権を取ると、閣僚はおろか次官クラスにさえ有色人種を入れることはなかった）。
さらに、ジョンとロバートをはじめとするケネディ陣営が、南部の保守的な白人票欲しさに、公民権運動支持者のキング牧師を「共産主義者」呼ばわりしたマッカーシー議員と未だに良好な関係を保っていたことが、黒人票をニクソンに向かわせた大きな理由となった。

#### テレビ討論

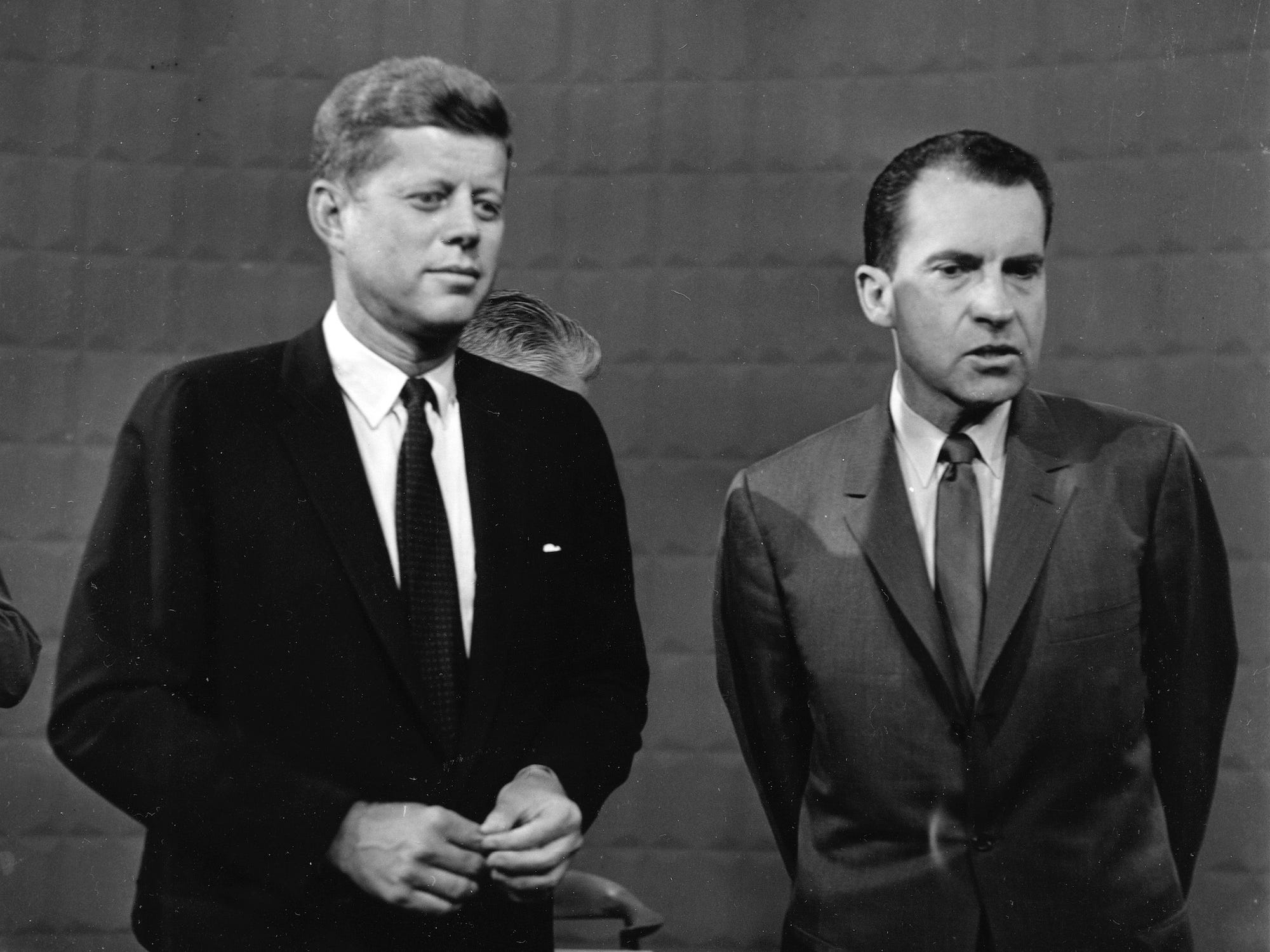
ニクソンとケネディ（1960年）

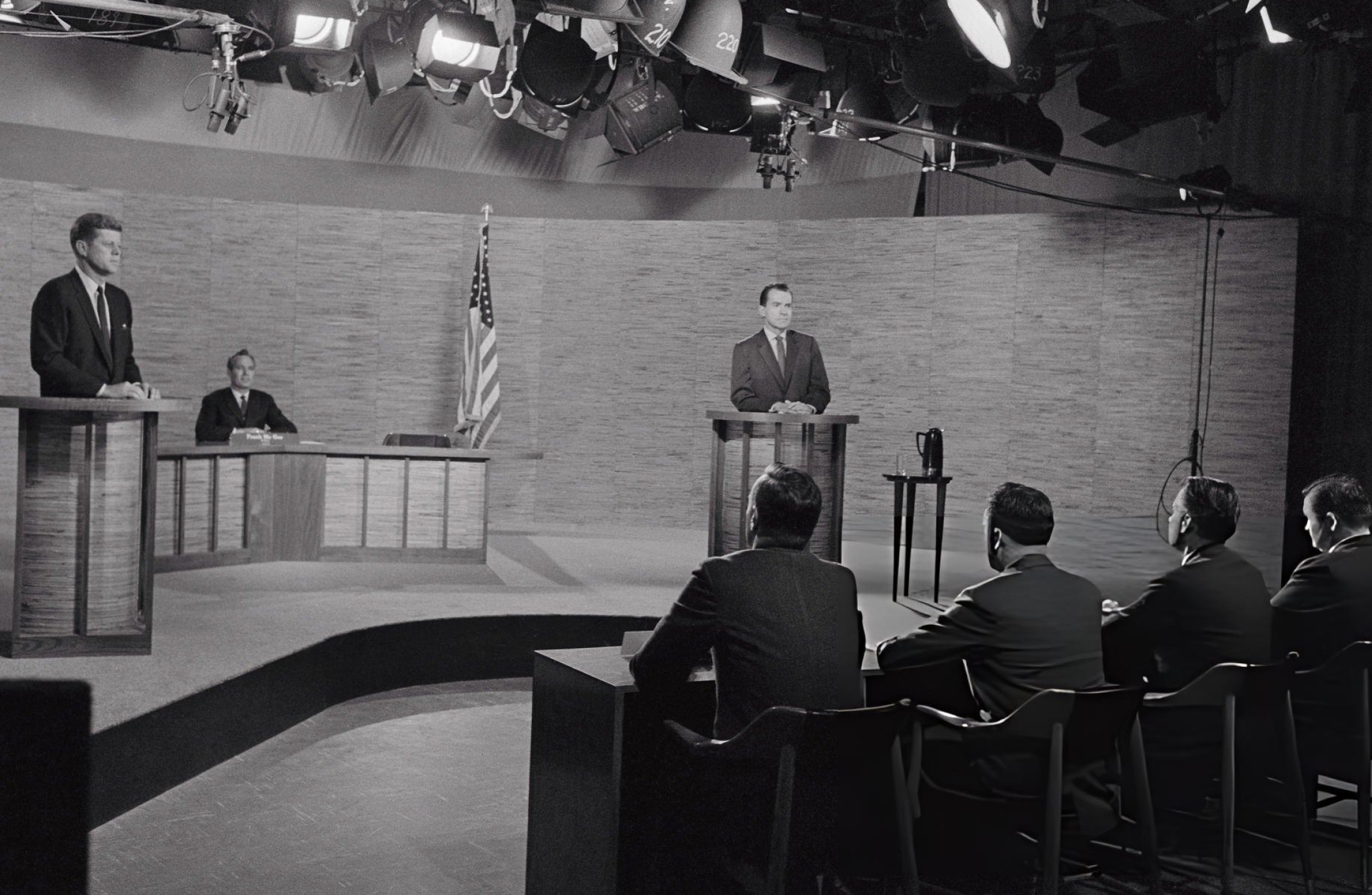
ケネディとのテレビ討論

退院後すぐに行われたテレビ討論会では、支持率で優勢であった序盤の勢いを保ったまま、得意の外交政策や人種問題などで論戦してケネディに勝つ作戦であった。しかし、後に「ニクソンが接戦に追い込まれ敗北した最も重大な要因は、最初のテレビ討論だった。」とされている。
1960年9月26日に第1回が開かれ、全米で約7000万人がテレビかラジオで視聴した。服飾コンサルタントが白黒テレビに映えるように選んだ黒っぽいスーツを着こなし若く健康的に見えたケネディに対して、グレーのスーツを着てやつれた表情のニクソンは、当時はまだ白黒テレビで視聴していた多くの視聴者には「病弱な人が背景に溶け込んではっきりしない灰色のスーツを着用して大量に発汗している」ようにしか見えず、視覚的には最初から不利であった。
討論をラジオで聞いた人々は「討論の内容でニクソンの勝利」と考えたが、テレビで見た一般大衆の印象はそれとは違っていた。後に、ケネディ陣営はこのテレビ討論会は引き分けであったとしたが、ニクソンと互角であったということは十分な成果であった。結果的には、経験が豊富で弁護士でもあるニクソンに対し討論内容には劣るものの、テレビ的な見栄えでケネディが勝ったとされる。なおこのテレビでの討論会は合計4回行われた。
ニクソンの誤算は、指名受諾演説時に50州全てを遊説すると宣言していたため、療養で選挙日程に狂いが生じていた中で、遠いハワイ州やアラスカ州などを回らざるを得ず、選挙戦の一番大事な終盤に選挙人の多い重要な接戦州を回れなかったことである。ケネディはその間に多くの接戦州を重点的に遊説して、最後の逆転につながった。最終的に投票総数ではケネディとは僅差でありながら、獲得した選挙人数では303対219と差をつけられた。
その後、1968年の大統領選挙及び1972年の大統領選挙において、テレビ討論に出演しなかったが当選及び再選を果たしている。1976年の大統領選以降はテレビ討論が行われているため、テレビ討論に出演せずに当選した最後の大統領となっている。

#### ケネディの選挙不正への対応
この時の選挙において、ケネディが予備選挙中に友人のフランク・シナトラから紹介してもらったシナトラの元恋人ジュディス・キャンベルを経由して、イリノイ州シカゴのマフィアの大ボス、サム・ジアンカーナを紹介してもらいウェスト・ヴァージニア州における選挙への協力を直接要請した他、当時シナトラとマフィアの関係に注目し捜査を行っていたFBIの盗聴により、シナトラが同州のマフィアからケネディのために寄付金を募り、ケネディの選対関係者にばらまいたことが明らかになっている。
さらに、禁酒法時代に密造酒の生産と販売を行っていた関係から、東海岸やシカゴ一帯のマフィアと関係の深いケネディの父ジョセフも、マフィアの協力の下、マフィアやマフィアと関係の深い労働組合・非合法組織を巻き込んだ大規模な選挙不正を行っていたことが現在では明らかになっている。
これらのケネディ陣営に対するマフィアによる選挙協力のみならず、選挙終盤におけるケネディ陣営のイリノイ州などの大票田における大規模な不正 に気づいたニクソン陣営は正式に告発を行おうとしたが、ケネディ陣営につかまれていた、精神科への通院歴 を公開されることを恐れ告発に踏み切れなかったことと、アイゼンハワーから「選挙結果が出てから告発を行い、泥仕合になり大統領が決まらないままになると国家の名誉を汚すことになる」と説得されたことから告発を取りやめている。

#### 敗北
最終的に得票率差がわずか0.2ポイント（ケネディ49.7パーセント/3422万984票、ニクソン49.5パーセント/3410万8157票）という、歴史上に残るほどの僅差で、勝った州はケネディ24州、ニクソン26州であった。しかし、獲得した選挙人数は、全選挙人数538中303人獲得したケネディに対し、ニクソンは219人の獲得に終わった。ケネディの選挙人の多い州を重点に回る選挙戦略の成果であったとも言われている が、上述の通りその後ケネディの不正が明らかになった。
なお、ケネディは民主党党員ではあるものの、前記のように友好的な関係を築いていたこともあり、ニクソンがアイゼンハワー政権の副大統領候補者に選ばれた時、ニクソンを祝う一番の友人のうちの1人だった。

## 不遇時代

### 弁護士活動再開

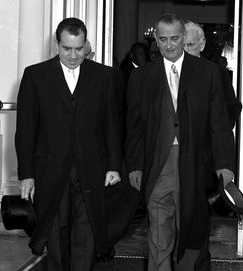
リンドン・ジョンソンとともに（1961年）

1960年アメリカ合衆国大統領選挙の落選後にニクソンは一時的に政治活動から離れ、ニューヨーク州に移り再びペプシコ社などのアメリカの大企業の弁護士として活動することになった。
なお、この不遇時代には副大統領時代からの友人であり、1960年に首相を辞任した岸信介が度々世話をしており、顧問先を紹介したり、日本に招いて弟の佐藤栄作を交えてもてなしたりしている。このことは、その後の大統領当選後に佐藤政権における沖縄返還要求に対して返還を決定するなど、日米関係に少なからず貢献することになった。

### カリフォルニア州知事選
大統領選挙落選から2年後の1962年11月には政治家としての存在感を引き続き示すためもあり、生まれ故郷であるカリフォルニア州知事選挙に出馬するが、その思いも空しく対立候補のパット・ブラウンに大差で敗れ落選した。
選挙翌日の11月7日にビバリーヒルズのビバリー・ヒルトンホテルで行われた敗北記者会見で失意のニクソンは、詰め掛けたマスコミの記者団を痛烈に批判したあげく「諸君がニクソンを虐めるのはこれで終わりだ。何故なら、これが私の最後の記者会見だからだ（"You don’t have Nixon to kick around anymore.  Because, gentlemen, this is my last press conference."）」と口走る始末であった。そのため、多くの国民が彼の政治生命の終わりを感じ、同様に多くのマスコミも「ニクソンはもう二度と政治の第一線に浮かび上がることがないであろう」と評した。

### 確実な地ならし
しかし、その後もペプシコの弁護士としてアジアや中東、南米やヨーロッパなど世界各国を訪れる。その傍ら1964年4月9日に来日し、翌日に池田勇人首相（当時）と首相官邸で会談、駐日大使で学者のエドウィン・O・ライシャワーに対して、アメリカによる中国共産党政府（中華人民共和国）の早期承認を説くなど、持ち前の洞察力と行動力を生かして政界への復活を画策し続けた。
ニクソンが野に下っている間にアメリカは、ケネディ政権下で南ベトナムへの事実上の正規軍の「アメリカ軍軍事顧問団」の派遣と大量の武器供与が行われたことにより、本格的な軍事介入を始め、その後を継いだジョンソン政権下で正規軍の地上部隊を投入し北爆を始めて軍事介入が本格化した。
このベトナム戦争をめぐり国内の世論は分裂し、大学生を中心とした若者の反戦運動が過激化するなど混乱状態に陥った。そして1964年大統領選挙で共和党は超保守派の上院議員ゴールドウォーターを大統領候補に立てて惨敗し、党内の体制の立て直しが急務となったことでニクソンは各州を回って地道な党活動を行い、1966年の中間選挙で上下両院とも共和党が圧勝して、ニクソンは党内での自己の地盤を強化し1968年の大統領選挙の布石となった。

## 1968年アメリカ合衆国大統領選挙
1962年カリフォルニア州知事選挙での敗北により、ニクソンは共和党の保守派を含む多くのマスコミから「負け犬ニクソン」とまで言われていたが、再び大統領を目指して1968年アメリカ合衆国大統領選挙に出馬する。そしてこの時期のベトナム反戦運動の激化と現職大統領であるジョンソンの出馬断念、上院議員であるロバート・ケネディの暗殺など民主党の混乱、国内世論の分裂がニクソンに追い風となった。

### 予備選

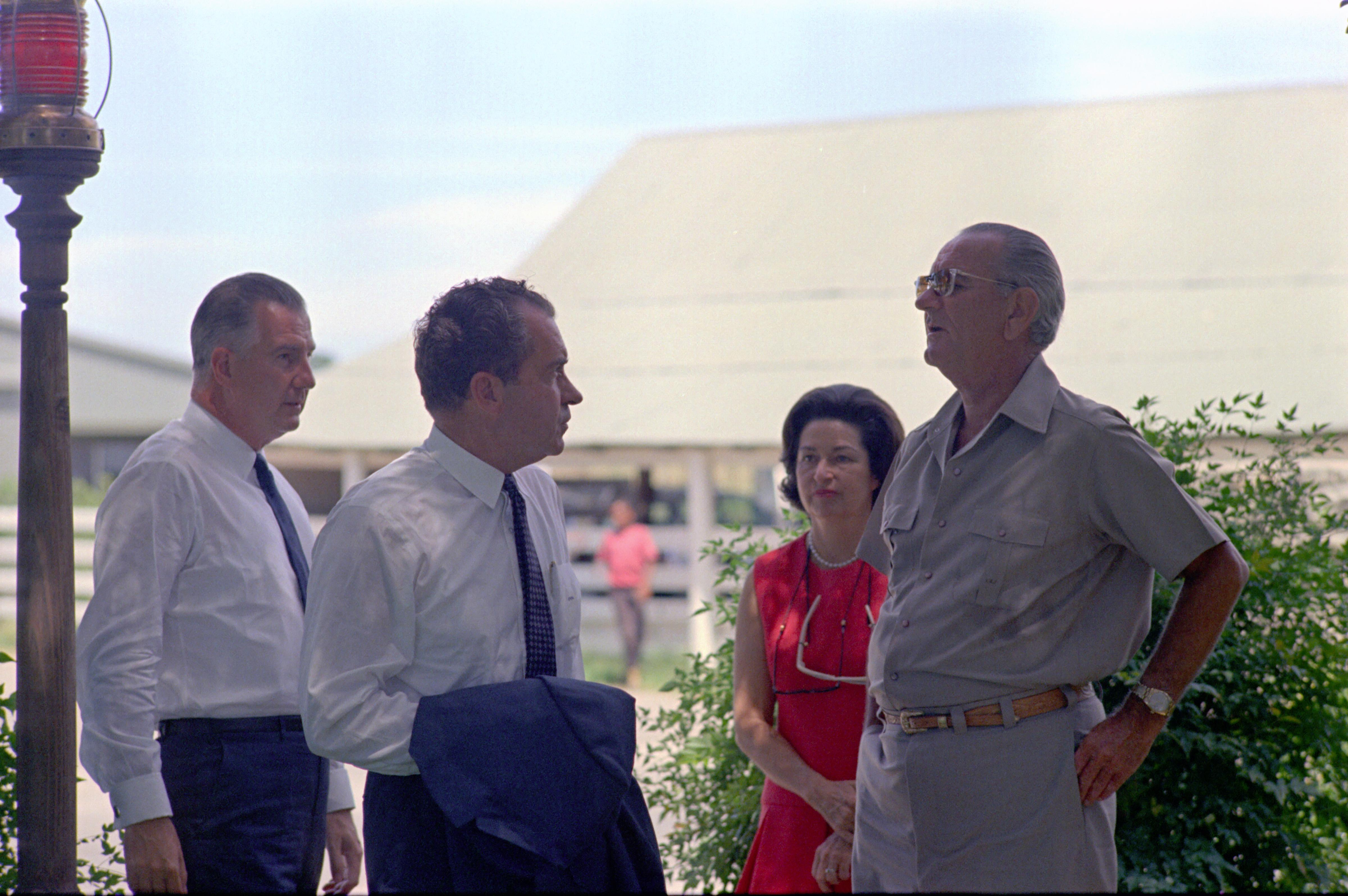
ジョンソン夫妻とアグニューとともに（1968年）

1968年共和党の予備選挙ではミシガン州知事のロムニー、ニューヨーク州知事のロックフェラー、カリフォルニア州知事のロナルド・レーガンなどと争い終始リードを保ち、選挙戦を有利に進めて8月5日から8日にかけてフロリダ州のマイアミビーチで開かれた党大会において、ニクソンは1回目の投票で候補者に指名され復活を遂げた。副大統領候補にはメリーランド州知事のスピロ・アグニューを選んだ。
一方、民主党は当初現職のリンドン・ジョンソンが再選を目指すはずであったが、上院議員であるユージーン・マッカーシーがベトナム戦争反対をスローガンに予備選挙に出馬し、その予備選の直前のベトナムでのテト攻勢で国内世論の流れが変わり、最初のニューハンプシャー州でのマッカーシーの予想外の善戦で、急遽上院議員のロバート・ケネディが出馬宣言をし、窮地に立たされたジョンソンは3月31日にベトナム政策の大幅な変更と大統領選挙不出馬を宣言して、以後ケネディが予備選の本命候補に浮かび上がった。
しかし、ケネディは最後のカリフォルニア州予備選挙で勝利宣言した直後に暗殺され、その後マッカーシーではなく、予備選挙に出ていなかった副大統領ヒューバート・H・ハンフリーが本命視されるようになった。そして同年8月26日から29日にかけてシカゴで行われた党大会で、ジョンソンのベトナム政策に反対するデモ隊が押しかけ、リチャード・J・デイリー市長が動員したシカゴ市警察と衝突し、流血の事態となり600人以上の逮捕者を出すなど大混乱に陥った。最終的に民主党はハンフリーを大統領候補に選んだが、この衝突の模様が全米にテレビで流され、民主党は大統領選挙で回復不可能なほどの大きな不利を受けることとなった。

### 選挙戦

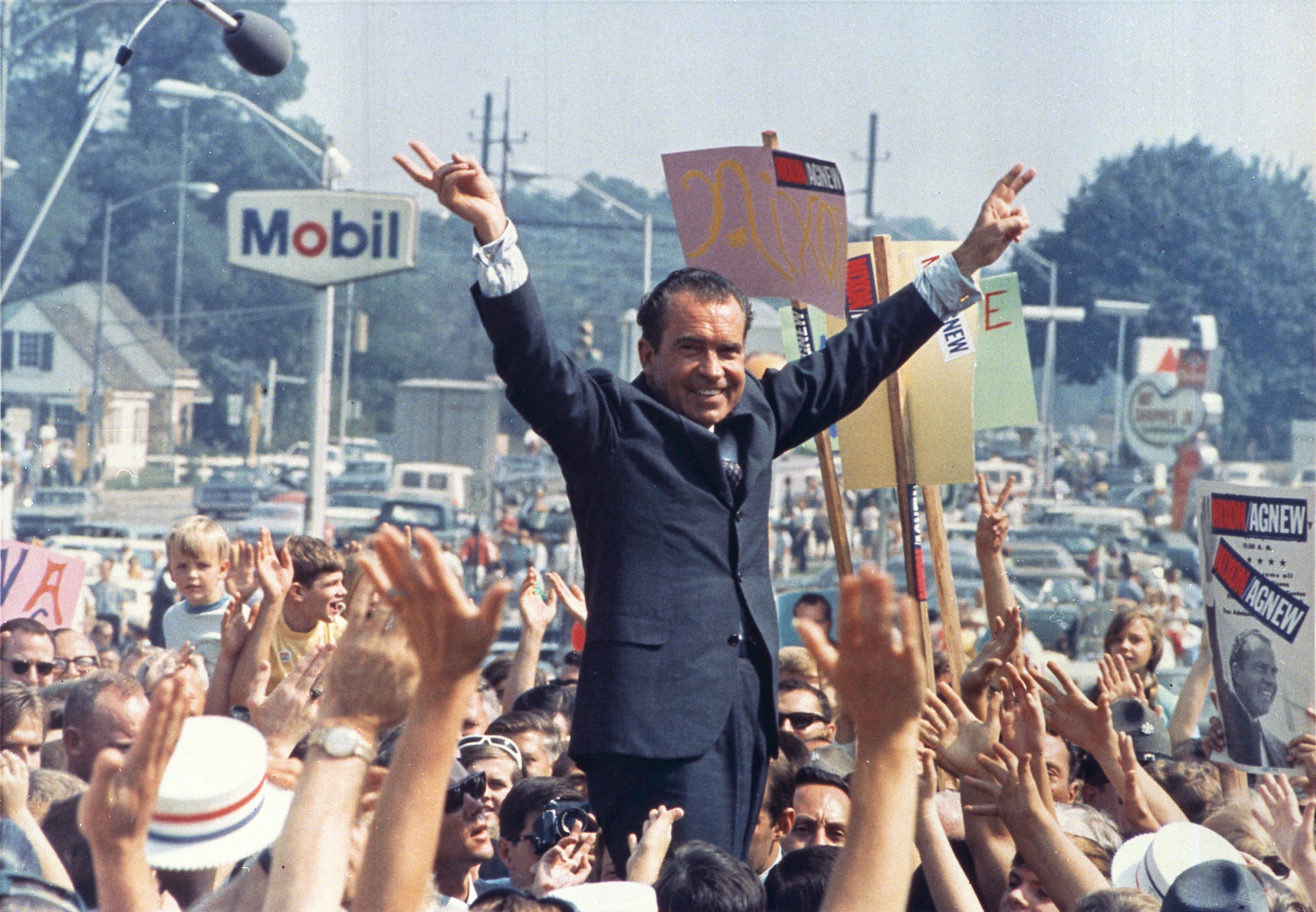
1968年アメリカ合衆国大統領選挙の時のニクソン

選挙戦では前回の轍を踏まず早い時期から選挙運動を開始し、公民権運動やベトナム反戦運動が過激化したことに対して「法と秩序の回復」を訴えた。さらに民主党のケネディ政権が始めジョンソン政権で拡大の一途を辿ったベトナム戦争からの「名誉ある撤退」を主張し、「これを実現する秘密の方策がある」と語った。
対する民主党の大統領候補のハンフリーは、「偉大な社会」計画の継承を訴え、貧困の撲滅などの実現を主張したが、一方で外交政策、ベトナム政策に関してジョンソン政権から次第に距離を置き始め、批判的な姿勢に転じた。なお他に第三党の候補者として、民主党の前アラバマ州知事で、人種隔離政策を支持する綱領を掲げるジョージ・ウォレスが立候補した。ウォレスは北ベトナムへの無差別爆撃の継続を訴えるカーチス・ルメイ空軍大将を副大統領候補に据え、ベトナム戦争における北ベトナムに対しての強硬な政策の実施を主張した。
ハンフリーは選挙戦が進むにつれニクソンに肉薄し、最終盤では世論調査の支持率で逆転するなど接戦となった。結果は一般投票でニクソンは3178万3783票（得票率43.4 %）で、ハンフリーの3127万1839票（得票率42.7 %）両候補者の得票率の差が0.7 %と、まれに見る接戦をニクソンが制して、第37代アメリカ合衆国大統領に就任する。

## 第37代アメリカ合衆国大統領

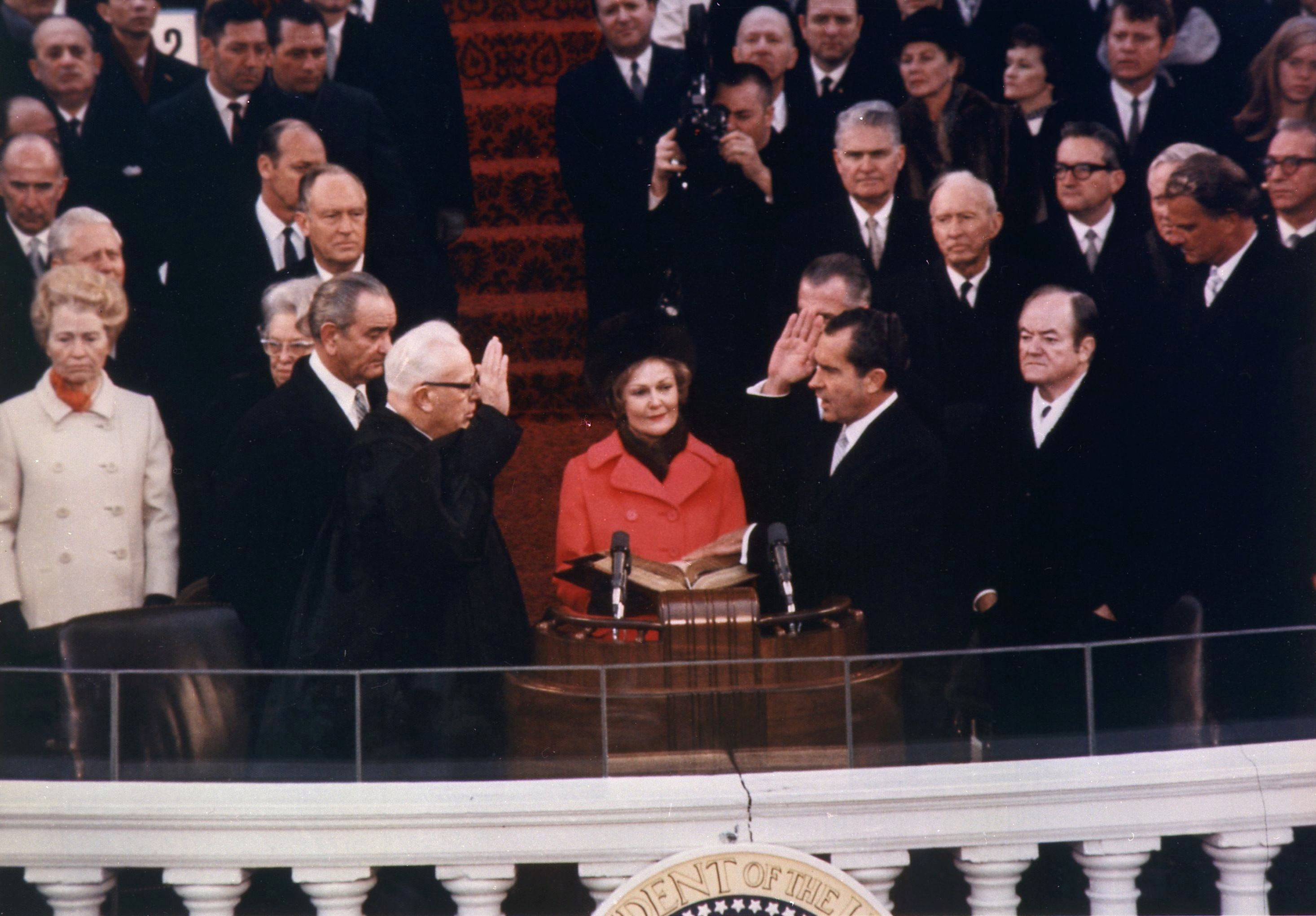
就任宣誓（左はウォーレン連邦最高裁判所長官、中央はパット夫人、ウォーレンの左にジョンソン、ニクソンの右にハンフリー）

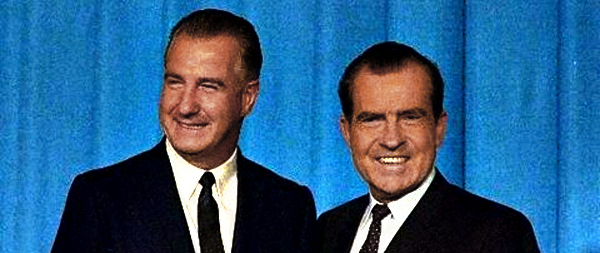
大統領ニクソンと副大統領のアグニュー

1969年1月20日、ニクソンは大統領に就任した。就任当時はベトナム戦争に対する反戦運動が過激化しており、学生を中心とした過激な「反戦運動」を嫌う多数派と保守層が、ニクソンの掲げた「法と秩序」のキャッチフレーズを支持した上、ジョンソン政権下で泥沼化していたベトナム戦争からの早期撤退を公約したことで、戦争終結を求める反戦志向の無党派の票も獲得した。
就任後は国務省を遠ざけ、官僚排除、現実主義、秘密主義外交を主とするホワイトハウス主導の積極的な外交を展開し、国家安全保障担当大統領補佐官ヘンリー・キッシンジャーと共に、ベトナム戦争からのアメリカ軍の撤退を図り、戦後続いたアメリカによる自由世界の警察官としての役割でなく、経済成長が著しい日本や西欧各国の連携を深め、なおかつ北ベトナムと微妙な関係にある中華人民共和国との接近を図った。
当時の状況としては、戦後の東西対立が激しい時代であったトルーマン政権の「封じ込め政策」から、一時アイゼンハワー政権で東西の緊張緩和が進み、ケネディ政権ではキューバ危機以後に米ソ間でのデタントが進んで、欧州では米ソ協調の時代に入っていた。しかし一方アジアでは依然中華人民共和国との厳しい対立が続き、ベトナム戦争への介入で硬直したアジア外交を行ったジョンソン政権の失敗を教訓に、中華人民共和国との外交関係の樹立に動いた。この中華人民共和国との関係改善が、対北ベトナム関係のみならず、対ソ関係でもアメリカに優位な位置を築き、第一次戦略兵器制限条約などの成立に繋がる。これらの外交における大きな功績のみならず、思い切った保護主義で衰退期に入ったアメリカ経済をアメリカ主導でドル切り下げと他国通貨の切り上げを行うなどの経済面でも高い評価を受け、1972年の大統領選挙には地滑り的な大勝利を挙げて再選される。
また内政的には、当時の環境保護運動の盛り上がりを受けてのアメリカ環境保護局 (EPA) の設置、麻薬戦争を掲げた麻薬取締局 (DEA) の設置など、主に環境対策面や麻薬対策で一定の功績を残していることもあり、近年はその功績が見直されている。

### 支持基盤

訪問先で支持者からの歓迎を受けるニクソン

経済界では自らが顧問弁護士を務めていたペプシコやカリフォリニアに油田を多く持っていた石油業界、さらに連邦議員時代から副大統領時代にかけては、地元のヨーバリンダの近隣のアナハイムで大規模遊園地の「ディズニーランド」を経営し、映画界でもアニメ映画の製作で高い評価と人気を得ていた保守派の実業家ウォルト・ディズニーなどから多くの支援を受けていたといわれ、1959年のディズニーランド・アルヴェーグ・モノレールのグランドオープンにニクソンも立ち会い、テープカットをしたのはニクソンの娘トリシアとジュリーの2人であった。
ニクソンの支援基盤の1つに、地元の南カリフォルニアに工場を所有していたヒューズ・エアクラフトやマクドネル・ダグラス、ロッキードなどの軍需企業があり、ニクソンもロッキードなどから多額の献金を受けていた。
しかし冷戦下で軍拡を推し進めたアイゼンハワー、ベトナムへのアメリカ軍の軍事介入を拡大し続けたケネディ、ベトナム戦争を拡大・泥沼化したジョンソンなど、軍需産業への発注拡大や軍の規模拡大になる政策を多数推し進めた前任者らとは異なり、デタントの推進やベトナム戦争からの全面撤退という、軍需産業への発注削減と軍の規模削減政策を大規模に遂行したことは後年高い評価を受けることとなる。

#### 南部戦略

1972年アメリカ合衆国大統領選挙におけるニクソン

ニクソンは大統領に就任してすぐに4年後の大統領再選を目指した選挙戦略として南部戦略を立てた。それは南北戦争後に共和党は北部に強く、民主党は南部に強いと言われてきたが、ニクソンの共和党は南部に対して共和党の影響力を増す努力を惜しまなかった。もともと奴隷制廃止を主張していた共和党は南北戦争後に議会で絶対的多数派となり、リンカーン大統領以降では20世紀初頭のタフトまで、1人の大統領を除いて共和党の大統領が続いていた。この背景には共和党のもともとの支持基盤が北部の商工業者や労働者、そして解放された黒人層であって保守的な南部白人を支持基盤とする民主党を圧倒していたことがその理由であった。
ところが、この19世紀後半から続いていた共和党の圧倒的優位の体制が崩れたのは1929年の大恐慌で、歴代の共和党政権の経済への不介入政策が国民からの離反を招き、民主党のフランクリン・ルーズベルト政権が誕生しニュー・ディール政策の実行で、北部労働者や農民、そして黒人層が民主党支持に結集して、これにもとからの支持基盤であった保守的な南部白人を加えたいわゆるニューディール連合と呼ばれる強固な民主党の支持基盤が出来て、フランクリン・ルーズベルト以降はアイゼンハワーを除いてジョンソンまで民主党大統領が続く結果となり、共和党は議会でも常に少数派に留まることになった。
これに対して、ベトナム戦争をめぐる国内の混乱および南部白人層に対してリベラルな民主党が次第に支持を失っている現状から、この南部白人層に対して共和党への支持を増やすことをニクソンは目指していった。1972年大統領選挙でジョージ・マクガヴァンが民主党大統領候補に指名されると南部の保守的な白人の民主党員はこれに反発して共和党支持へ回る傾向が増していった。ニクソンは南部諸州での票を取り込むために精力的に運動を展開して、選挙で圧勝して、共和党の南部進出を強固なものとした。これが後に1981年のロナルド・レーガン共和党政権の誕生とともに南部での強固な共和党支持基盤となり、民主党員でありながらレーガンを支持するレーガン・デモクラットと呼ばれる共和党支持層を形成することとなった。

### 内閣
| 職名                 | 氏名                             | 任期            |
| -------------------- | -------------------------------- | --------------- |
| アメリカ合衆国大統領 | リチャード・ニクソン             | 1969年 - 1974年 |
| 副大統領             | スピロ・アグニュー               | 1969年 - 1973年 |
| 副大統領             | ジェラルド・フォード             | 1973年 - 1974年 |
| 国務長官             | ウィリアム・P・ロジャース        | 1969年 - 1973年 |
| 国務長官             | ヘンリー・キッシンジャー         | 1973年 - 1974年 |
| 財務長官             | デヴィッド・ケネディ             | 1969年 - 1971年 |
| 財務長官             | ジョン・コナリー                 | 1971年 - 1972年 |
| 財務長官             | ジョージ・シュルツ               | 1972年 - 1974年 |
| 財務長官             | ウィリアム・サイモン             | 1974年          |
| 国防長官             | メルヴィン・R・レアード          | 1969年 - 1973年 |
| 国防長官             | エリオット・リチャードソン       | 1973年 - 1973年 |
| 国防長官             | ジェームズ・R・シュレシンジャー  | 1973年 - 1974年 |
| 司法長官             | ジョン・ミッチェル               | 1969年 - 1972年 |
| 司法長官             | リチャード・クラインディーンスト | 1972年 - 1973年 |
| 司法長官             | エリオット・リチャードソン       | 1973年 - 1974年 |
| 司法長官             | ウィリアム・B・サクスビー        | 1974年          |
| 郵政公社総裁         | ウィントン・ブローウント         | 1969年 - 1974年 |
| 内務長官             | ウォルター・J・ヒッケル          | 1969年 - 1971年 |
| 内務長官             | ロジャース・C・B・モートン       | 1971年 - 1974年 |
| 農務長官             | クリフォード・モリス・ハーディン | 1969年 - 1971年 |
| 農務長官             | アール・ラウアー・バッツ         | 1971年 - 1974年 |
| 商務長官             | モーリス・H・スタンス            | 1969年 - 1972年 |
| 商務長官             | ピーター・G・ピーターソン        | 1972年 - 1973年 |
| 商務長官             | フレデリック・V・デント          | 1973年 - 1974年 |
| 労働長官             | ジョージ・シュルツ               | 1969年 - 1970年 |
| 労働長官             | ジェームズ・ホジソン             | 1970年 - 1973年 |
| 労働長官             | ピーター・ブレナン               | 1973年 - 1974年 |
| 保健教育福祉長官     | ロバート・ハチソン・フィンチ     | 1969年 - 1970年 |
| 保健教育福祉長官     | エリオット・リチャードソン       | 1970年 - 1973年 |
| 保健教育福祉長官     | キャスパー・ワインバーガー       | 1973年 - 1974年 |
| 住宅都市開発長官     | ジョージ・ロムニー               | 1969年 - 1973年 |
| 住宅都市開発長官     | ジェイムズ・トマス・リン         | 1973年 - 1974年 |
| 運輸長官             | ジョン・A・ヴォルペ              | 1969年 - 1973年 |
| 運輸長官             | クロード・ブリンガー             | 1973年 - 1974年 |

### ホワイトハウス

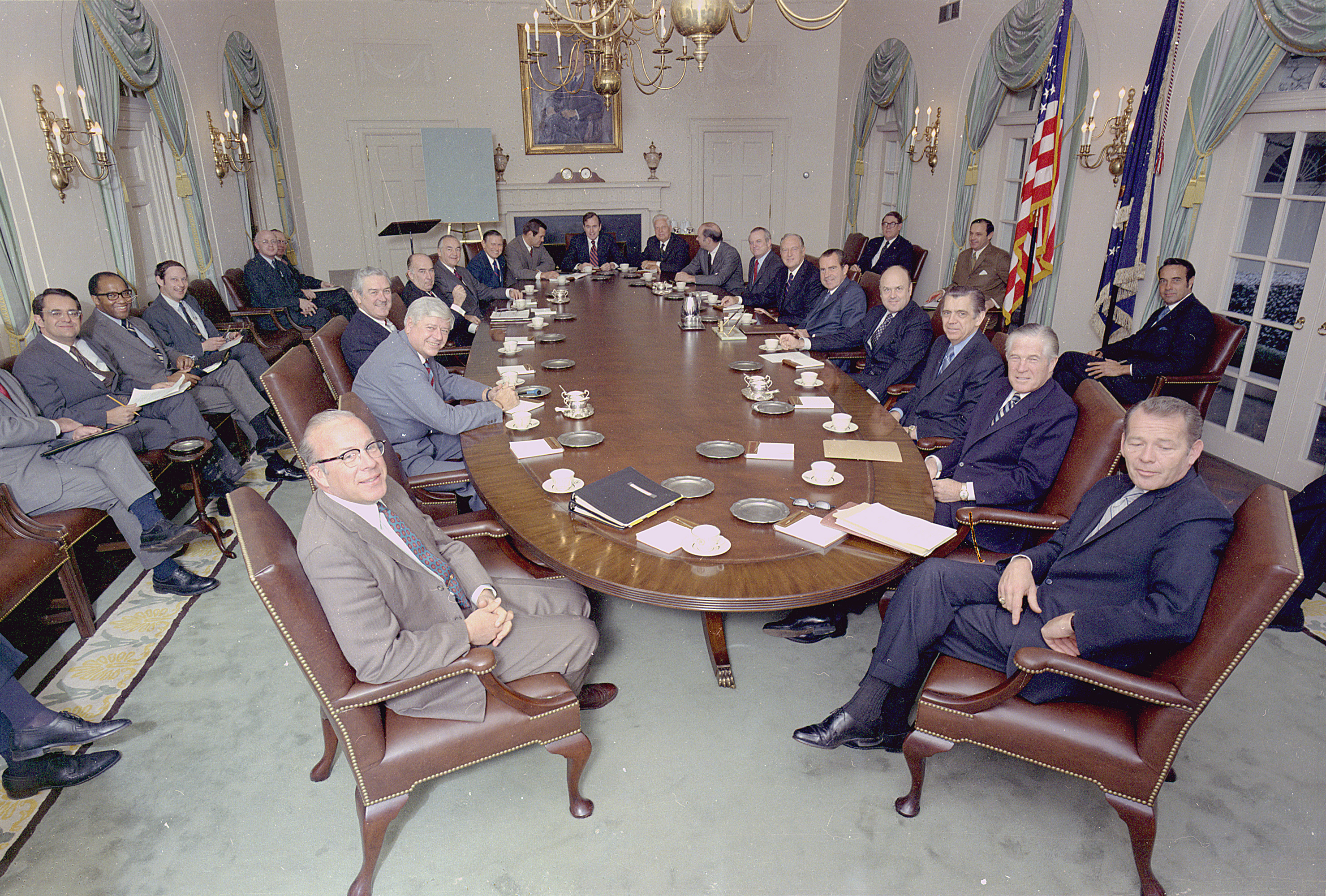
ニクソンと政権メンバー

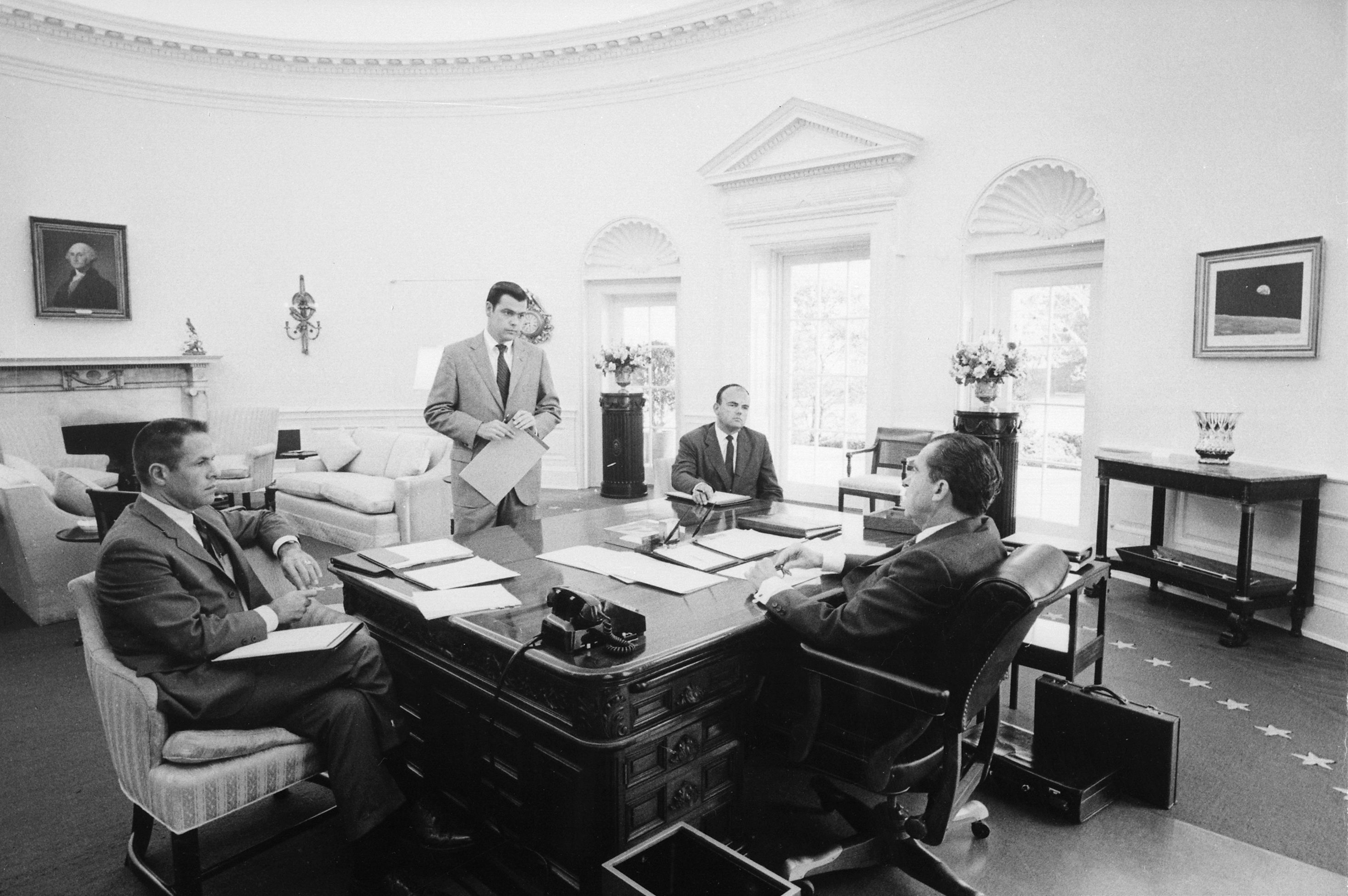
ニクソンと側近（左からハルデマン、ジーグラー、アーリックマン）

ニクソンの政権の特徴は、それまでの大統領よりさらにホワイトハウスに権力を集中させ、閣僚の権限を抑え込んで帝王的大統領制と呼ばれたところにある。国務長官のロジャースなどは重要政策で蚊帳の外に置かれ、キッシンジャー補佐官が重要な外交交渉にあたった。
また、商務次官補（上院承認の必要な高官）に解任を言い渡したのは国家安全保障会議のヒラのスタッフ（C・フレッド・バーグステン……後に財務次官など）であった。一方で、ハルデマン、アーリックマンの2人は重用され政権の中枢を担った。しかしやがてこの弊害によりニクソンは政治生命を失うことになる。
ニクソンは大統領に就任している期間、自分の意見に異を唱える部下や政府機関への強権的姿勢を崩さず、国税庁だけでも長官を2人、長官代理、次官、多数の部長を追い出している。
- 首席補佐官 ハリー・ロビンス・ハルデマン
  - 副補佐官 スチーブン・V・ブル
  - 日程担当特別補佐官 ドワイト・L・チェーピン
- 内政担当補佐官 ジョン・アーリックマン
- 国家安全保障担当補佐官 ヘンリー・A・キッシンジャー
  - 副補佐官 アレクサンダー・ヘイグ（後に陸軍大将、国務長官、大統領首席補佐官）
  - 副補佐官 ブレント・スコウクロフト（後に空軍中将、国家安全保障担当大統領補佐官）
  - 上級スタッフ C・フレッド・バーグステンJr.
  - 上級スタッフ モートン・ハルペリン（沖縄返還交渉で若泉敬と接触、国防次官補）
  - 上級スタッフ デービッド・R・ヤング（元NSA、アーリックマンの部下）
- 法律顧問 ジョン・W・ディーンⅢ
  - 副顧問 フレッド・F・フィールディング（後に大統領法律顧問）

最初はジョン・アーリックマン
- 大統領報道官 ロナルド・Z・ジーグラー（名目上の上司はハーバート・G・クライン広報連絡局長、ケネス・W・クローソン広報連絡局次長）
- 大統領個人秘書  ローズ・メアリー・ウッズ
- 大統領個人法律顧問 ハーバート・W・カームバック
- 特別補佐官（政治担当）チャールズ・W・コルソン、マレー・チョティナー
- 大統領顧問 レナード・ガーメント
- 行政管理予算局 (OMB)
  - 局長 ジョージ・P・シュルツ（後に国務長官）
  - 局長 ジェームズ・R・シュレジンジャー（後にエネルギー長官、国防長官、CIA長官）
  - 次長 フレデリック・V・マレク

## 外交政策

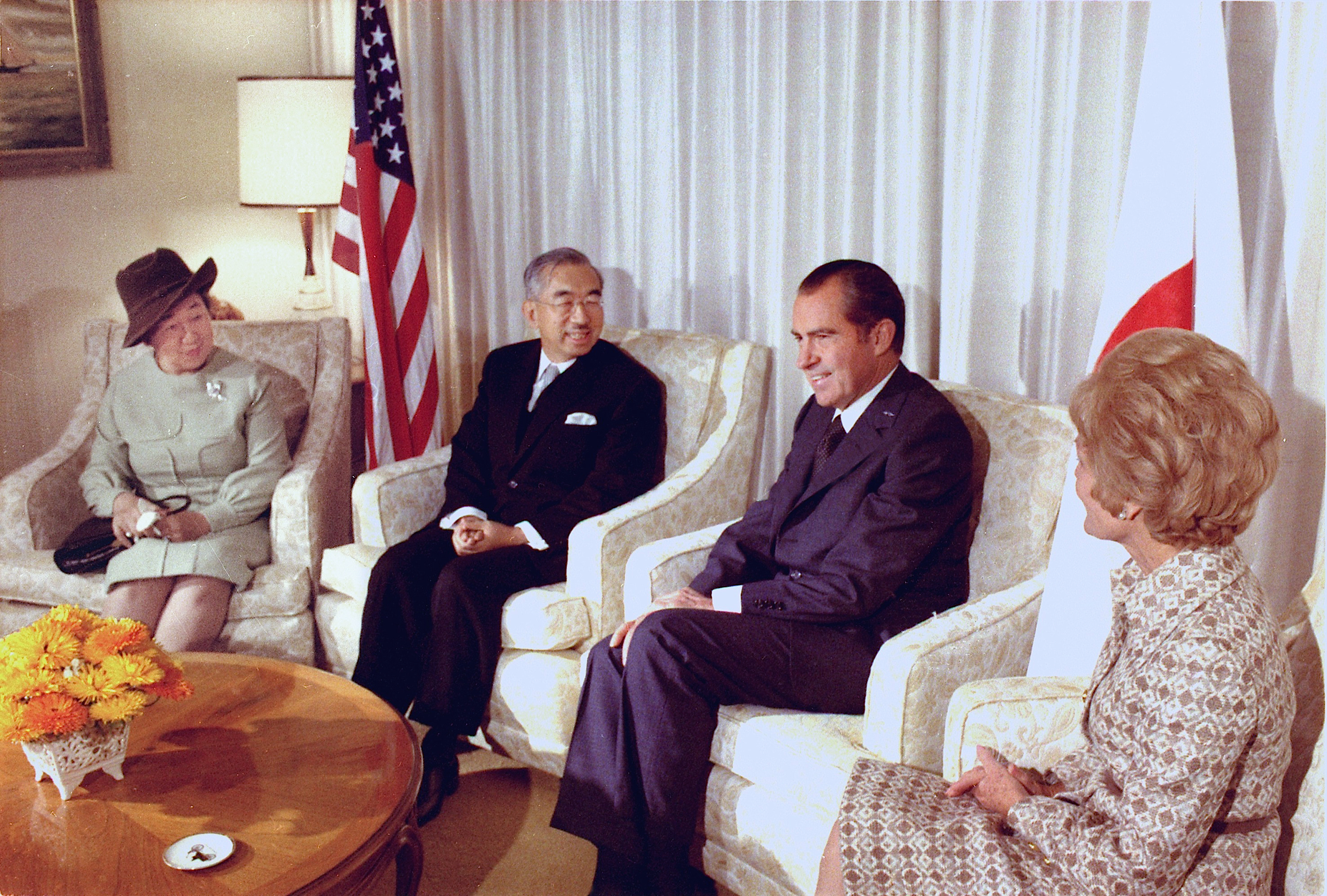
昭和天皇（左から2人目）、香淳皇后（左から1人目）とニクソン（右から2人目）、妻のパット

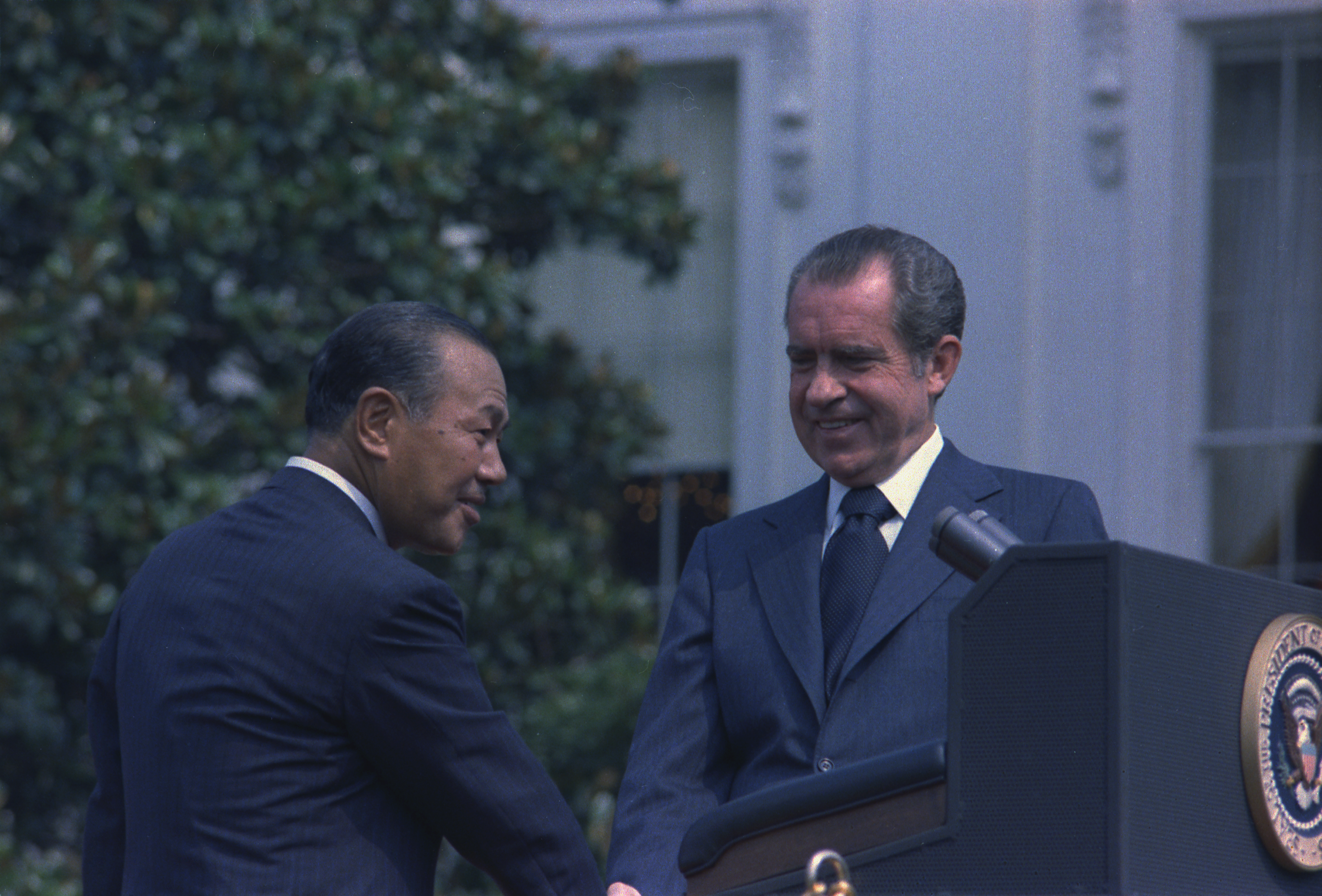
田中角栄首相を迎えるニクソン

ニクソンの外交政策には、カンボジアとチリにおいて政権転覆とクーデターと傀儡政権の樹立などの力を背景とした政策を行うとともに、ベトナム戦争からのアメリカ軍の全軍撤退と軍縮政策の推進、国際協調外交の推進など腹心のキッシンジャーが奉ずるリアリズムを基調とした硬軟織り交ぜた政策を展開した。
ベトナム戦争では交渉と同時にカンボジアやラオスへの侵攻を辞さず、交渉に応じさせるために北ベトナムへの大規模な爆撃と機雷による海上封鎖（ラインバッカー作戦）を強行したり、また北ベトナムと友好国であったものの、ソ連とは対立していた中華人民共和国と突然外交関係を結ぶなどマッドマン・セオリーで世界を驚かせ、アメリカの威信を傷つけず、主導権を確保したうえでの外交を展開した。
国際経済では突然ドルの金交換を停止し、保護主義的な輸入課徴金を10%で課して、ドルの切り下げをアメリカが主導権を取って多国間通貨調整という枠組みで行った。これは自由貿易の理念からは外れ他国を混乱に巻き込んだが、アメリカの国益を追求し、同国が西側の中心であることを維持するための外交展開であった。日米貿易摩擦の問題が生じた同盟国の日本に対しては日米繊維交渉で一歩も譲歩しない当時通産大臣の田中角栄に対して対敵通商法で揺さぶって対米輸出自主規制を受け入れさせ、天皇の政治利用を懸念した当時外相福田赳夫を押し切って日米関係強化の意図から昭和天皇との会談を要求し、天皇と会見した初めての米国大統領となった。
- 1969年
  - ベトナムからのアメリカ軍の段階的撤退を開始（6月）。
  - 日本の佐藤栄作首相と会談、在沖縄アメリカ軍の駐留維持と引き換えに1972年の沖縄返還を合意（11月）。
- 1970年
  - カンボジアのシハヌーク王政を打倒（3月）[注釈 10]。
  - 南ベトナムとの国境を越えてカンボジアに侵攻（5月）。
  - ユーゴスラビアを訪問。ヨシップ・ブロズ・チトー大統領と会談[41]（9月）。
- 1971年
  - 南ベトナムとの国境を越えてラオスに侵攻（2月）。
  - 日本と沖縄返還協定を締結（6月）。
  - 中華人民共和国に翌年訪問すると発表（7月）。（第1次ニクソン・ショック）
  - ドルと金との交換停止。10 %の輸入課徴金実施（8月）。（第2次ニクソン・ショック・ドル・ショック）
  - アンカレッジで欧州訪問途次の昭和天皇・皇后と会談（9月）。
  - スミソニアン博物館での多国間通貨調整会議でドルと金との交換レートを引き下げ、円などの他国通貨との為替レートでドルの切り下げを決定（12月）。（スミソニアン協定）
  - 国際連合で採択された海底軍事利用禁止条約に調印。
- 1972年
  - 日米繊維交渉で政府間規制で妥結（1月）[注釈 11]。
  - アメリカ合衆国大統領として初の中華人民共和国を訪問。事実上の外交関係を結ぶ（2月）[注釈 12]。
  - 沖縄を日本に返還（5月）。
  - ソビエト連邦を訪問。米ソで戦略核兵器の配備数を制限する第一次戦略兵器制限条約に合意し調印し、また米ソ間で弾道ミサイルに対する迎撃ミサイルの配備数を制限する弾道弾迎撃ミサイル制限条約に合意し調印（5月）。
  - 国際連合で生物兵器禁止条約の採択を推進し調印。
  - 国連人間環境会議と国際捕鯨委員会で商業捕鯨の停止を提案[注釈 13]。
  - ラムサール条約に調印[注釈 14]。
- 1973年
  - パリでベトナム和平協定に調印（1月）。
  - ドル不安から外国為替取引を市場取引による変動相場制へ移行（2月）。
  - ベトナムからアメリカ軍が全軍撤退（3月）。
  - ハワイで日本の田中首相と会談（8月）。
  - チリのアジェンデ政権を打倒（9月）。
  - 第4次中東戦争勃発（10月）。（オイルショック）

### デタント推進

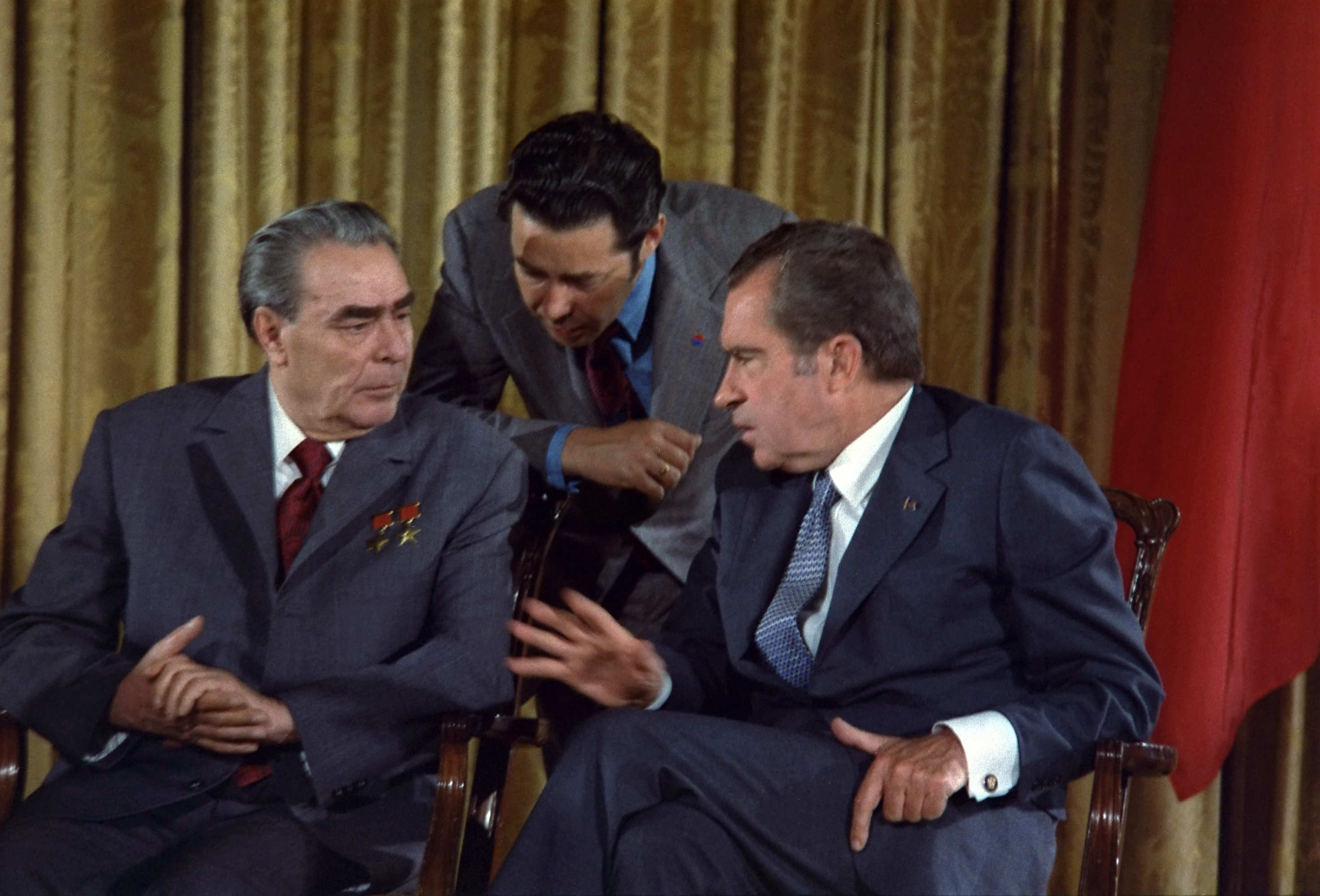
ソビエト連邦共産党書記長レオニード・ブレジネフ（左）とニクソン（右）

ニクソン時代にはトルーマンやアイゼンハワーの時代の東側諸国に対する「封じ込め政策」はすでに過去のものであり、ケネディ政権の時代に米ソ関係はデタント（緊張緩和）が進んで、部分的核実験停止条約が締結されていたがアジアでの緊張緩和は進まなかった。しかしベトナムからの撤退をスローガンに大統領に当選したニクソンはその政策を進めるために中国との関係改善を就任前から考えていた。
またジョンソン時代に比較的良好な関係にあったソ連とは一層「デタント政策」を推進した。1969年よりフィンランドのヘルシンキでソ連との間で第一次戦略兵器制限交渉 (SALT-Ⅰ) が開始され、1972年5月にニクソンがソ連を訪問して交渉は妥結してモスクワで調印が行われた。また同時に弾道弾迎撃ミサイル制限条約も締結するなど、米ソ両国の間における核軍縮と政治的緊張の緩和が推進された。
この背景には、ベトナム戦争の早期終結を実現するために中華人民共和国との関係改善を進めたことが、同国と対立していた対ソ関係にも波及したことと、同じくベトナム戦争により膨らんだ膨大な軍事関連の出費が財政を圧迫してドル不安を引き起こしたことで軍事費を押さえる目的もあったと推測されている。
デタントを進めていたニクソン時代でも冷戦特有の第三次世界大戦に発展する可能性があった事件の1つが起きており、第一次戦略兵器制限交渉が開始された1969年の4月には、北朝鮮近くの公海上でアメリカ海軍偵察機が撃墜される事件が発生し、31人の搭乗員が死亡した際、ニクソンは北朝鮮への核攻撃準備を軍に命じるも、当時ニクソンは酩酊状態にあったことからキッシンジャーが「大統領の酔いが醒めるまで待ってほしい」と進言して撤回された という証言もある。

#### ベトナム（インドシナ）戦争の終結

##### 選挙公約

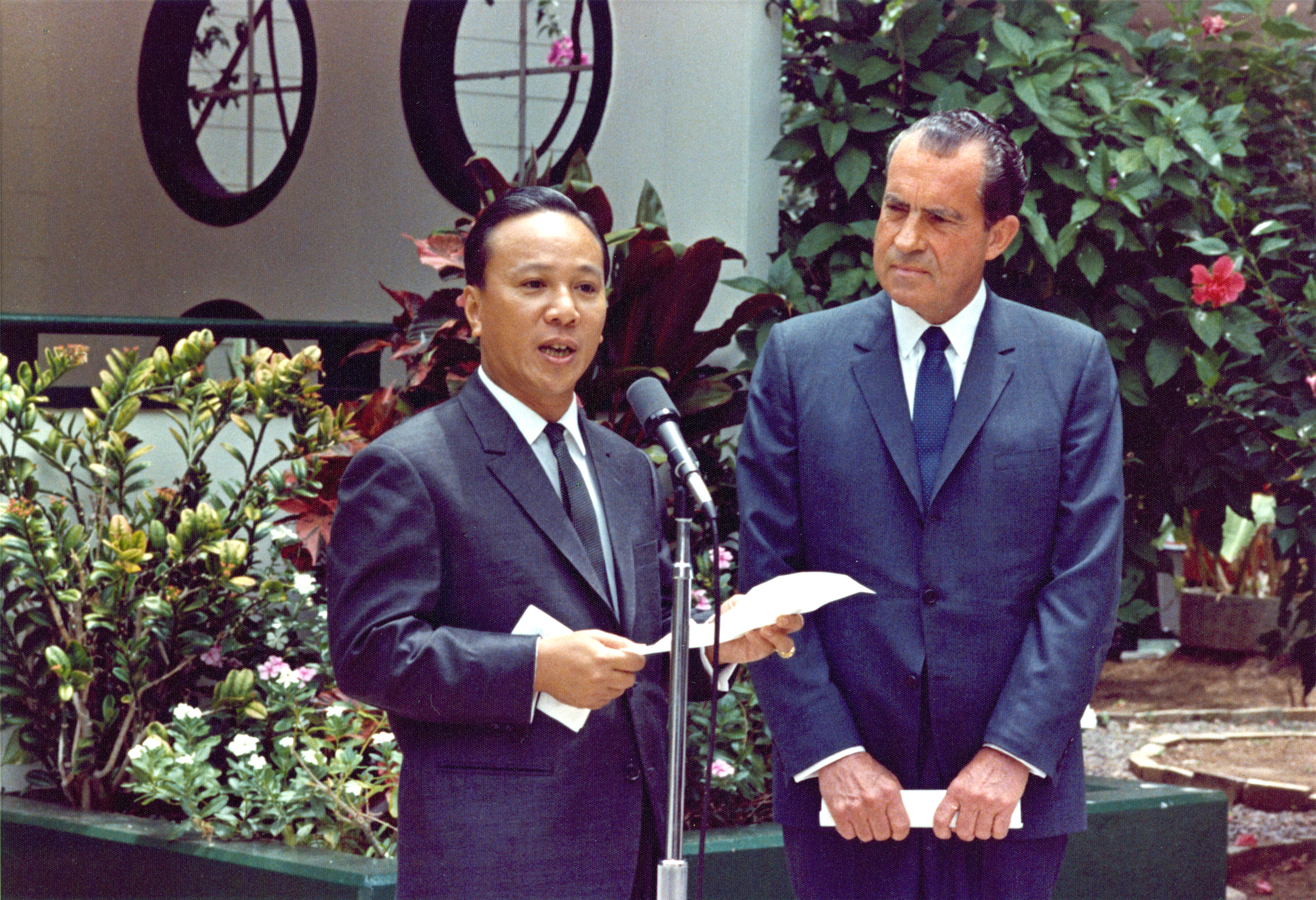
南ベトナムを訪問して大統領のグエン・バン・チューと会談（1969年）

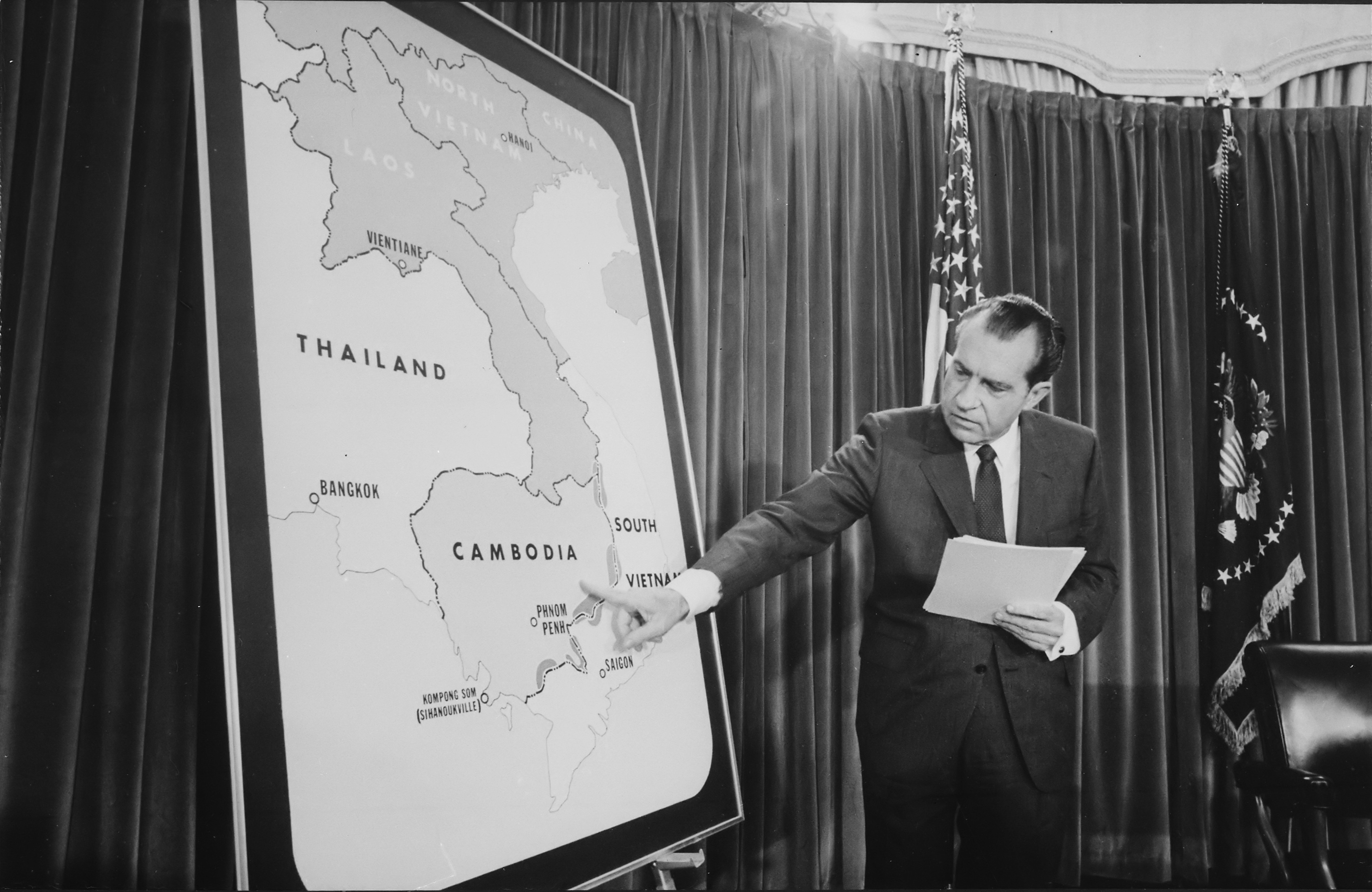
カンボジアへの進攻について説明を行うニクソン（1970年）

アイゼンハワーがフランスに代わって行った軍事援助に始まり、後任のケネディにより本格的な軍事介入が開始され、さらにその後任のジョンソンによって拡大・泥沼化されたベトナム戦争を終結させ「名誉ある撤退」を実現することをニクソンは大統領選に向けた公約とした。そして当時アメリカの若者を中心に増加していた「ヒッピー」や過激なベトナム反戦論者、またそれらと対極に位置する強硬な保守主義者などの強い主張も嫌う、アメリカ人の大多数を占める「サイレント・マジョリティ」（物言わぬ多数派）に向かって自らのベトナム政策を主張し、一定の支持を受けることに成功した。

##### ニクソン・ドクトリンと秘密和平交渉
大統領に就任したニクソンは、1969年7月30日に南ベトナムへ予定外の訪問をし、大統領グエン・バン・チューおよびアメリカ軍司令官と会談を行った。その5日前、1969年7月25日には「ニクソン・ドクトリン」を発表し、同時にベトナム戦争の縮小と終結にむけて北ベトナム政府との和平交渉を再開した。前年のジョンソンの北爆停止声明直後の1968年5月にパリに於いて、北ベトナム政府との正式な協議は始まっていた。しかしその後の1970年4月にアメリカ軍は、中華人民共和国から北ベトナムへの軍事支援の経由地として機能していたカンボジアへ侵攻、翌1971年2月にはラオス侵攻を行い、結果的にベトナム戦争はさらに拡大してしまう。撤退するために戦線を逆に拡大するニクソン流のやり方は、最後のパリ和平協定が締結する直前まで続く。
その後も継続してベトナム戦争終結を模索したニクソンは、パリでの北ベトナム政府との和平交渉（四者会談）を継続させた上でキッシンジャー補佐官が和平交渉とは別に極秘に北ベトナム担当者と交渉に入った。それは北ベトナムへの強い影響力を持つ中華人民共和国を訪問した1972年の秋で、ようやく秘密交渉が進み締結寸前までいった1972年12月には逆に北爆が強化されて爆撃が交渉のカードとして使われるなど硬軟織り交ぜた交渉は、パリでの正式な交渉開始から4年8か月経った1973年1月23日に北ベトナム特別顧問のレ・ドク・トとの間で和平協定案の仮調印にこぎつけた。しかしながら、秘密和平交渉に時間がかかり、最後にはハノイに爆撃するなど「ニクソン・ドクトリン」の発表からも、3年半以上に亘って戦争を継続する結果となった。

##### アメリカ軍の完全撤退
そして4日後の1月27日に、ロジャーズ国務長官と南ベトナム外相チャン・バン・ラム、北ベトナム外相グエン・ズイ・チンと南ベトナム共和国臨時革命政府外相グエン・チ・ビンの4者の間で「パリ協定」が交わされ、その直後に協定に基づきアメリカ軍はベトナムからの撤退を開始し、1973年3月29日には撤退が完了。ここに、13年に渡り続いてきたベトナム戦争へのアメリカの軍事介入は幕を閉じた。なおこの功績に対して、キッシンジャーとレ・ドク・トにノーベル平和賞が授与された（レ・ドク・トは受賞を辞退した）。

### 中華人民共和国訪問

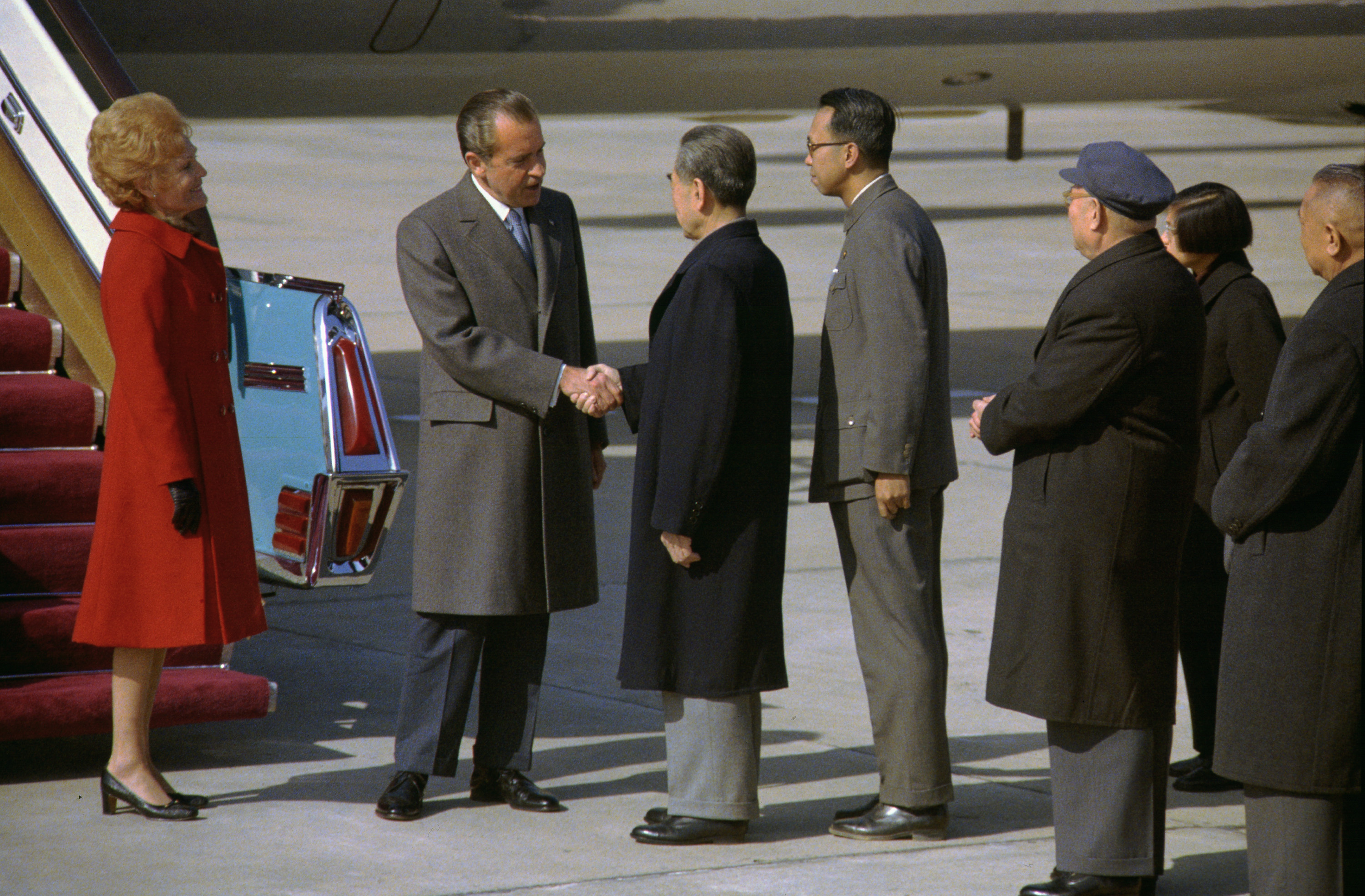
北京空港で周恩来首相と握手するニクソン。
（1972年2月21日）

中南海で毛沢東と握手するニクソン。
（1972年2月29日）

1949年に中華人民共和国が建国された後、朝鮮戦争における米中の交戦と休戦を経て長年の間アメリカと対立関係にあり、ニクソン自身も1967年に「中国が変わらなければ、世界は安全にはならない」と記すなど中華人民共和国への警戒心をあらわにしていた。
しかしながら、1971年7月に中国共産党の一党独裁国家である中華人民共和国との関係を正常化することで、中華人民共和国と対立を続けていたソ連を牽制すると同時に、アメリカ軍の南ベトナムからの早期撤退を公約としていたニクソンが、北ベトナムへの最大の軍事援助国であった中華人民共和国との国交を成立させることで北ベトナムも牽制し、北ベトナムとの秘密和平交渉を有利に進めることの一石二鳥を狙い、大統領補佐官であるキッシンジャーを極秘にパキスタンのイスラマバード経由で中華人民共和国に派遣した。
この訪問時にキッシンジャーは中華人民共和国首相の周恩来と会談して、正式に中華人民共和国訪問の招待を受けたことからニクソンはテレビで「来年5月までに中華人民共和国を訪問する」と声明を発表し、副大統領時代に印象付けた猛烈な反共主義者で親華派（親台派）のイメージをニクソンに抱いていた世界を驚愕させた。「ニクソンが中国に行く」という政治用語も生まれた。
また1971年12月に起きた第三次印パ戦争ではニクソン訪中の仲介国でもあったパキスタンを中国とともに支援した。
そして翌年1972年2月21日にエアフォース・ワンで北京空港に到着し、周恩来首相が出迎え握手を交わし、中国共産党主席の毛沢東と中南海で会談し、ニクソンと対面した毛沢東は「我々の共通の旧友、蔣介石大元帥はこれを認めたがらないでしょう」と歓迎した。また周恩来首相との数回にわたる会談の後、中華人民共和国との関係は改善してやがて国交樹立へと繋がり、その後の外交で大きな主導権を獲得することとなった。
訪中から3か月後にニクソンが行った北ベトナムへの北爆再開と港湾封鎖も中華人民共和国の了解を得たともされている。
なお、アメリカ合衆国と中華人民共和国の間の国交樹立は、カーター政権下の1979年1月になってようやく実現することとなる。ニクソン訪中時に国交樹立まで至らなかったのは長年中華人民共和国との対立を続けている中華民国との関係であった。1979年に米中間の正式な国交樹立時における中華人民共和国からの強硬な申し入れを受けて、中華民国とは国交断絶せざるを得なくなり米台相互防衛条約は失効された。しかし両国内での強い反発があり、議会で国内法として「台湾関係法」が成立して、アメリカ合衆国は中華人民共和国との正式な国交樹立以後も、国交断絶した中華民国への経済的、軍事的、外交的な支援を含む密接な関係を続けている。
他方、ニクソンは中国共産党に世界を開いたことで「フランケンシュタインを作ってしまったのではないかと心配している」という言葉を残している。

## 国内政策

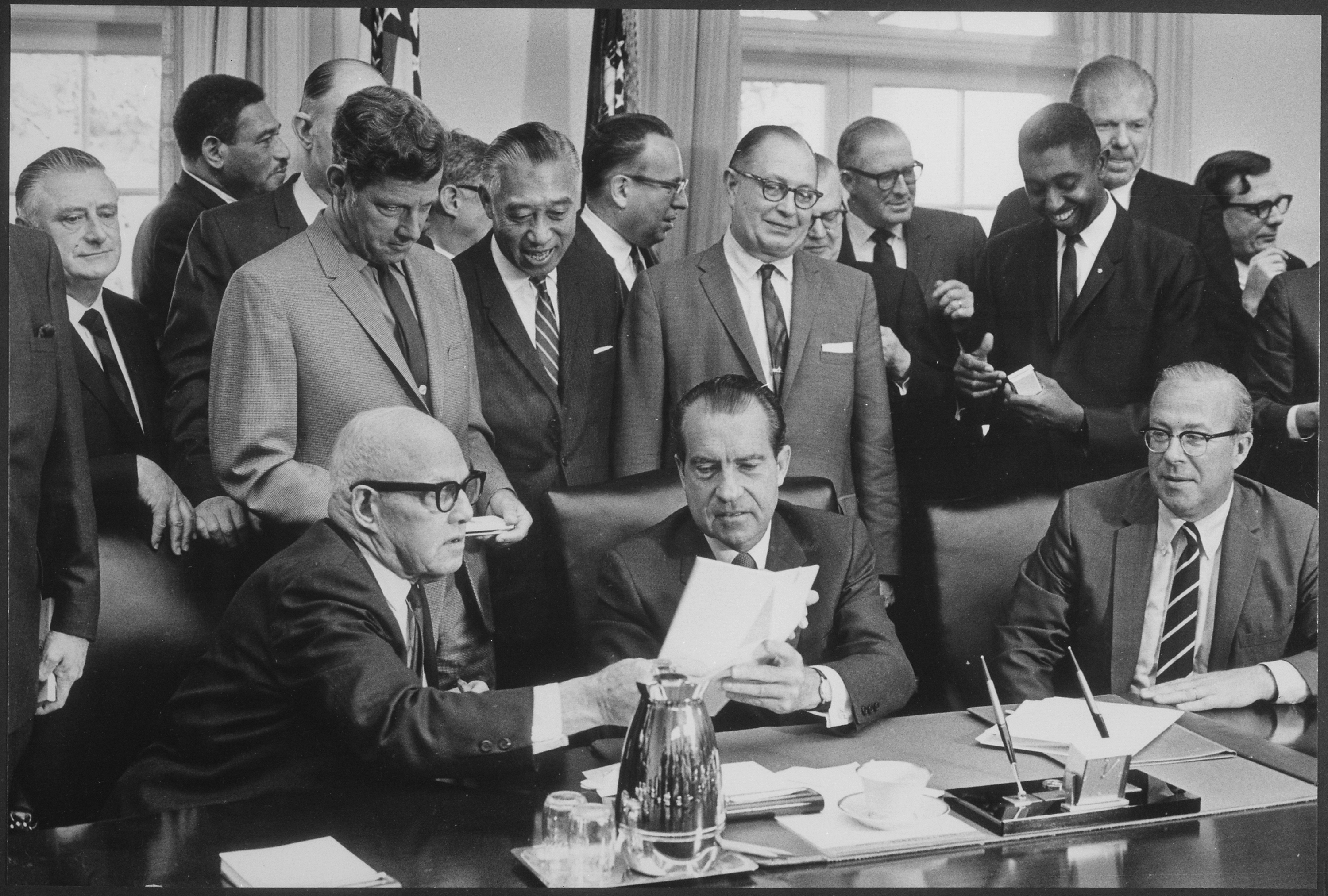
産業別労働組合の代表らとともに

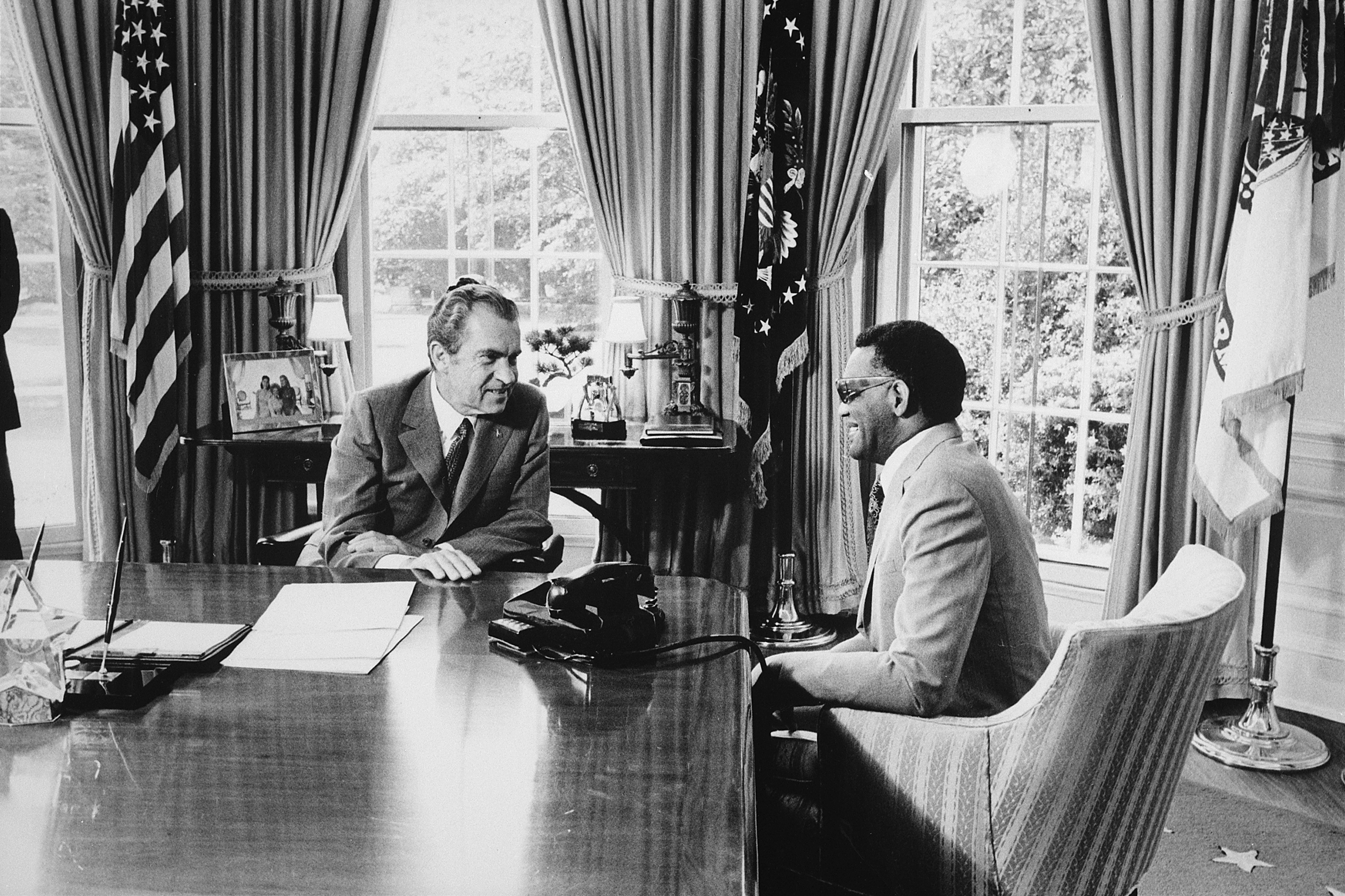
レイ・チャールズとともに

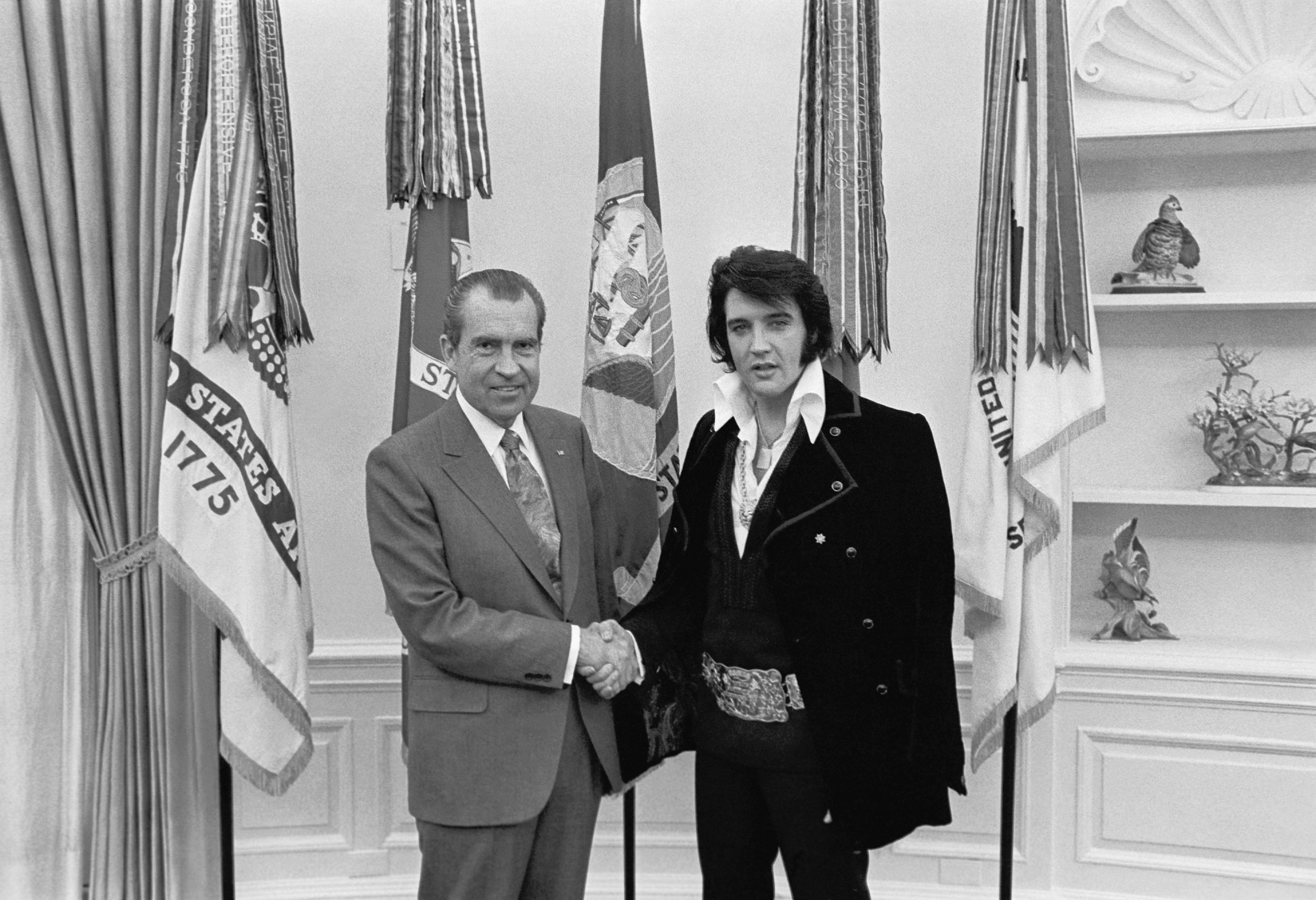
ニクソンと握手をするエルヴィス・プレスリー。プレスリーはこの際ニクソンより麻薬捜査官の資格を与えられた（1973年）

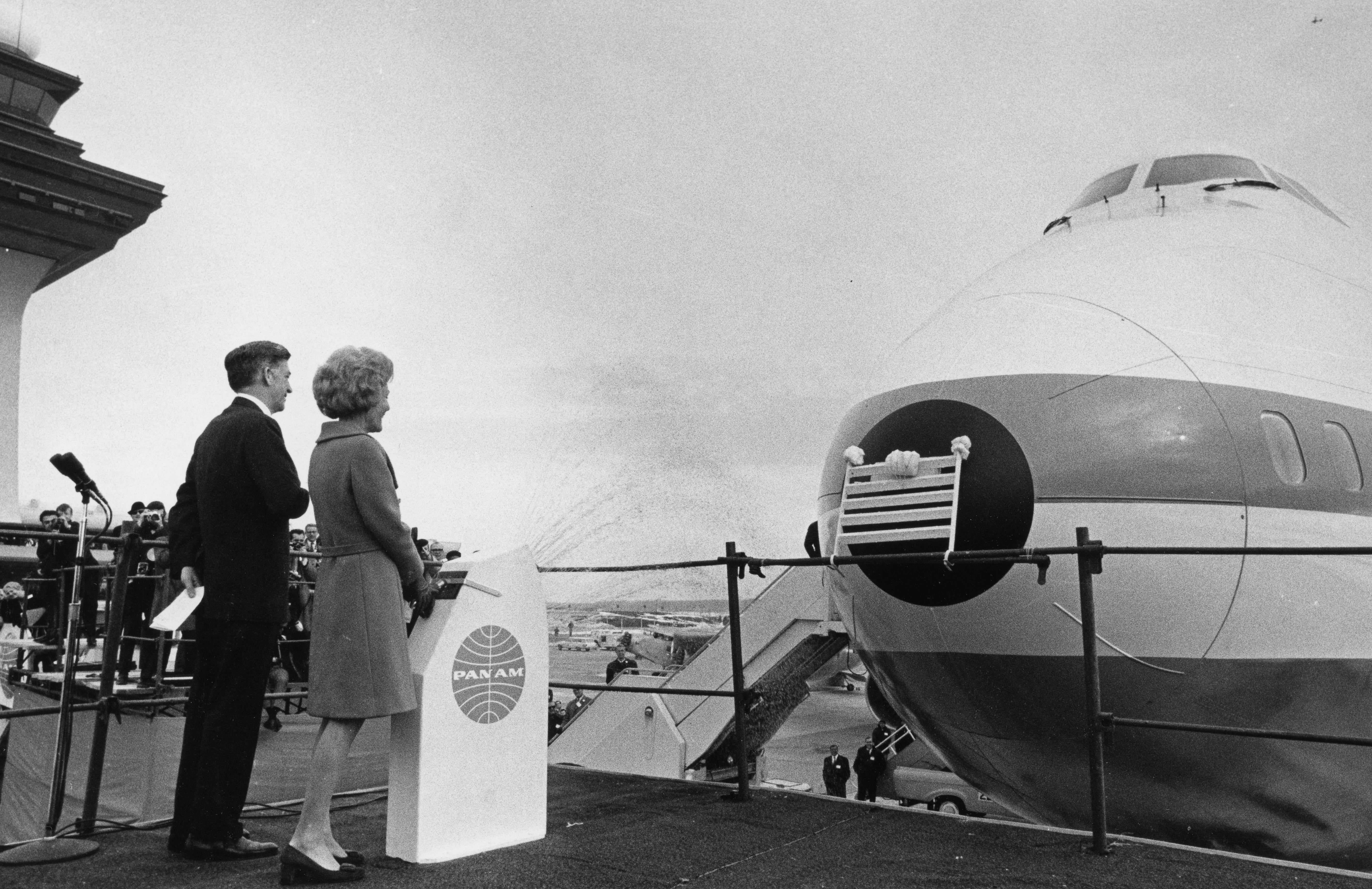
パット・ニクソン大統領夫人が導入を祝ったボーイング747（1970年）

国内政策では前半は失業やインフレ対策で有効な施策が打てず、国内から批判が強かったが、ドル・ショック時に減税と輸入課徴金制度の設立、物価・賃金の凍結を打ち出すなど国内経済の保護主義を断行した。また、長らくFRB議長を務め、低金利政策に反対してきたウィリアム・マチェスニー・マーティンを解任して自らに忠実なアーサー・バーンズをマーティンの後任に任命して利下げを強いた。「我々はもうみんなケインジアンだ」（もともとはニクソン政権の顧問だったミルトン・フリードマンに由来し、実際のニクソンの言葉は「私はもう経済学で言うケインジアンだ」とされる）と有名な発言をして経済に積極的に介入するケインズ政策を行った。これらはニクソノミクスと呼ばれた。その他では、これまでの政権下では行われなかった環境保護政策の推進、麻薬取締の推進などを展開した。
- 1970年
  - 環境を保護し、環境破壊の予防と回復のための観察と政策のためのアメリカ環境保護局 (EPA) を設立。
  - 海洋と大気の状態を観察し、海洋の資源と生態系の観察を行う、海洋大気局を設立。
  - 包括的薬物乱用予防管理法に署名。
  - 職業安全衛生法に署名。
  - 大気浄化法（マスキー法）に署名[注釈 15]。
  - 自然環境と生態系と自然資源の被害を予防するための国家環境政策法に署名。
  - 猥褻物およびポルノに関する委員会の「犯罪の原因にならず成人に自由に提供されてよい」とする報告書を「道徳の崩壊」として不承認（1970年10月2日）[55]。
- 1971年
  - 景気対策としての減税とドルと金との交換停止、10 %の輸入課徴金の実施、賃金・物価の凍結を発表(8月)。（第2次ニクソン・ショック・ドル・ショック）
- 1972年
  - 1月にスペースシャトル計画を承認（1月）[注釈 16]。
  - ラムサール条約に調印[注釈 17]。
  - 水質清浄法（水のマスキー法）に署名[注釈 18]。
- 1973年
  - 麻薬取締局 (DEA) を設置。

### ドル・ショック
1971年8月の新しい経済政策の発表は世界を驚かせた。ニクソンは景気対策で好ましい成果を挙げることが出来なかった。そして1971年夏にはインフレ、高い失業率、不況というスタグフレーションに苦しめられて、中華人民共和国への電撃的な訪問を発表した直後に、上下両院の共和党議員との懇談の席で国内の経済状況についての苦言と注文を出されていた。そして8月に発表した新経済政策で誰も想像しなかったドルの金交換停止、輸入課徴金制度の設立、物価、賃金の凍結という思い切った施策を打ち出した。
これらは不況から抜け出せないアメリカを取り巻く状況で、ドルの切り下げが避けられない局面で、単なるドル平価の問題とせず、多国間での通貨調整という場にして劇的に行うことで、当面の問題解決を狙ったものであった。しかし、結局は固定相場制が崩れて変動相場制に完全に移行して、アメリカが再び強い経済力を発揮するのは1980年代に入ってからであった。
また、1974年には財政赤字を賄うのにも必要なドルの裏付けのためにキッシンジャー国務長官とともにサウジアラビアを訪問してファイサル国王やファハド・ビン＝アブドゥルアズィーズ第二副首相兼内相との会談で原油をドル建て決済で安定的に供給するサウジアラビアに米国は安全保障を提供する協定（ワシントン・リヤド密約）を結んでオイルダラーを確立することでドル防衛に成功した。

### 環境対策の推進
工場などからの排出物による大気汚染・水質汚染・土壌汚染に対する非難の声が高まっていたことを受けて、市民の健康保護と自然環境の保護を目的とする連邦政府の行政機関であるアメリカ環境保護局 (EPA) を1970年12月2日に設立した。設立に先立ち、共和党の支持基盤である大企業からの反発は大きかったものの、環境保全に対する信念と、環境問題に敏感な地元のカリフォルニア州民を中心とした国民の声を背景にこれを推進した。

### 麻薬取締局の設置
ニクソンはベトナム戦争やヒッピーの流行に合わせてアメリカ国内で若者を中心に流通が増加し、当時アメリカにおいて深刻な社会問題になっていた麻薬に対して強硬な態度をとり続けた。1970年には特定の薬物の製造、輸入、所有、流通を禁止した規制物質法の策定を行い、1973年5月には、連邦麻薬法の国施行に関する主導機関であり、国外におけるアメリカの麻薬捜査の調査および追跡に関する単独責任を有している「麻薬取締局 (DEA)」の設置を行った。

### 1972年アメリカ合衆国大統領選挙

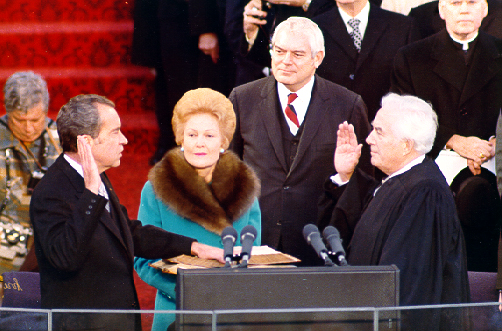
2期目の就任式で宣誓を行うニクソン

1972年アメリカ合衆国大統領選挙では、1期目の実績を高く評価されたニクソンが予備選段階で圧勝し、共和党候補としての指名を受けた。副大統領候補は1期目においてその実務能力が高く評価されていたスピロ・アグニューが引き続き務めることとなった。
民主党は上院院内幹事のエドワード・ケネディが、すでに1969年に飲酒運転の上で不倫中の女性秘書を死亡させた「チャパキディック事件」で1972年アメリカ合衆国大統領選挙の立候補を辞退した。当初は1968年アメリカ合衆国大統領選挙で副大統領候補だったエドマンド・マスキーが本命候補と目されたが、ニクソン陣営による妨害工作もあり、予備選挙途中で失速してジョージ・マクガヴァンが民主党大統領候補となった。しかしマクガヴァン陣営は、副大統領候補のトマス・イーグルトンが病気で急遽候補を降り、ケネディ家の遠縁に当たるサージェント・シュライバーが変わって候補となるなど混乱したことや、マクガヴァンの妊娠中絶やマリファナ合法化容認に対する姿勢の甘さなどが指摘されたこともあり、劣勢に置かれることとなった。
投票は1972年11月7日に行われ、ニクソン陣営は一般投票の60 %以上を得て、得票率で23.2 %という大差を付け、マクガヴァン陣営を破り、アメリカ政治史上で最も大きな地滑り的大勝の1つで再選された。ロジャー・ストーンらスタッフの献身的な働きもあり、全米50州のうちマサチューセッツ州でのみ敗れた（州ではないコロンビア特別区でも敗れている）。しかしこの選挙において、ニクソンの再選に向けて動いていた大統領再選委員会のスタッフが、ニクソンの大統領として、そして政治家としての命運を絶つ事件を起こすことになった。

### 副大統領交代

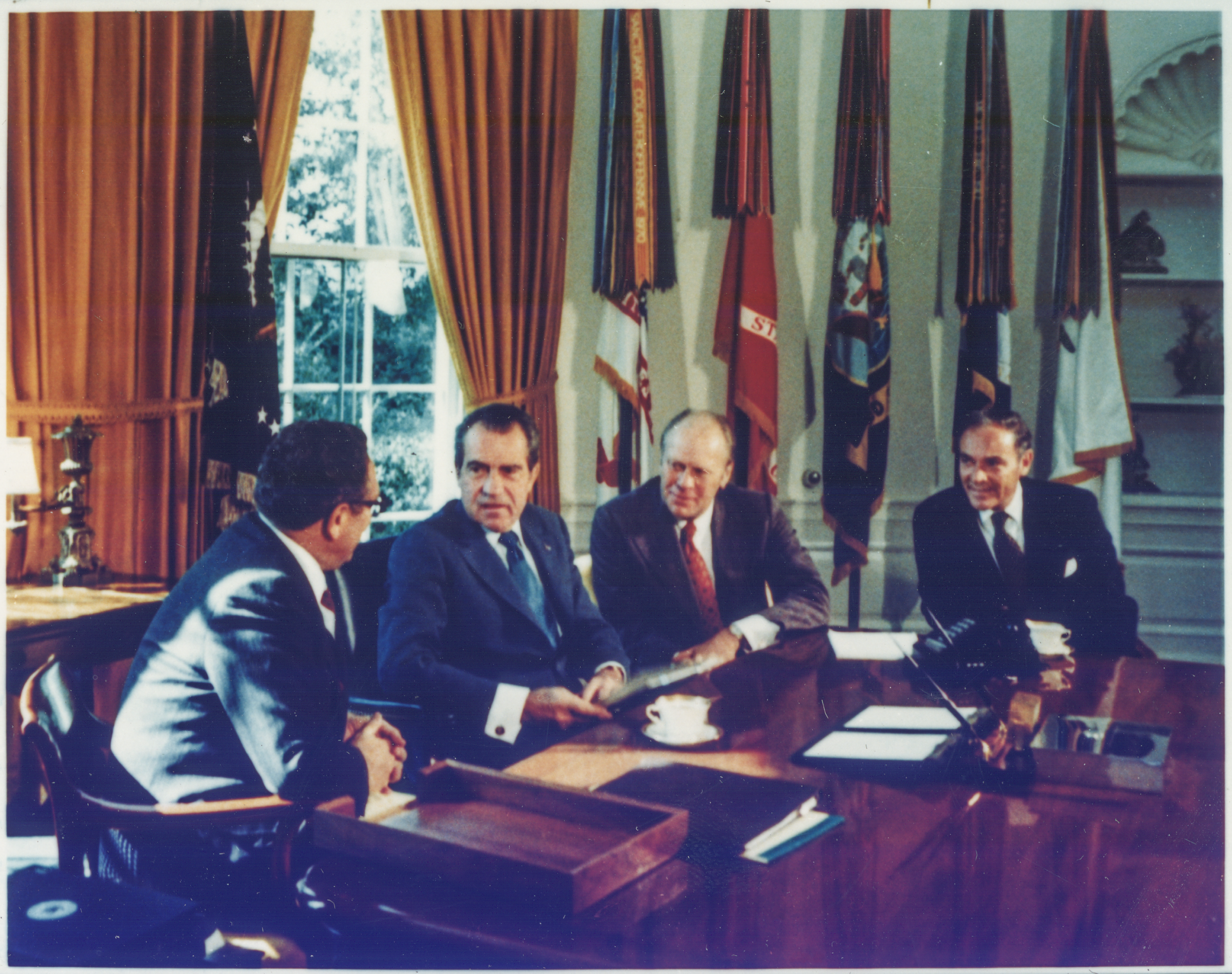
左からキッシンジャー（国務長官）、ニクソン、フォード（副大統領）、ヘイグ（大統領補佐官）

高い実務能力で第1期を通じてニクソン政権を支えた功績を評価され、2期目も引き続き副大統領を務めたアグニューは、ボルチモア連邦地方検事のジョージ・ビールにメリーランド州知事時代の収賄の証拠をつかまれ、1973年10月10日に副大統領職を辞任した（その後、法曹資格も失った）。
同日、ニクソンは下院院内総務であるジェラルド・R・フォードを副大統領に指名した。その後、上下両院の承認をうけて（上院は11月27日に賛成92対反対3で承認、下院は12月6日に賛成387対反対35で承認）、フォードは第40代副大統領に就任した。
これはケネディ大統領暗殺事件を契機に1967年に制定された合衆国憲法修正第25条（大統領が欠けた時の副大統領の昇格ならびに副大統領が欠けた時の新副大統領の任命に関する規定）が適用された初めてのケースとなった。

## ウォーターゲート事件と辞任

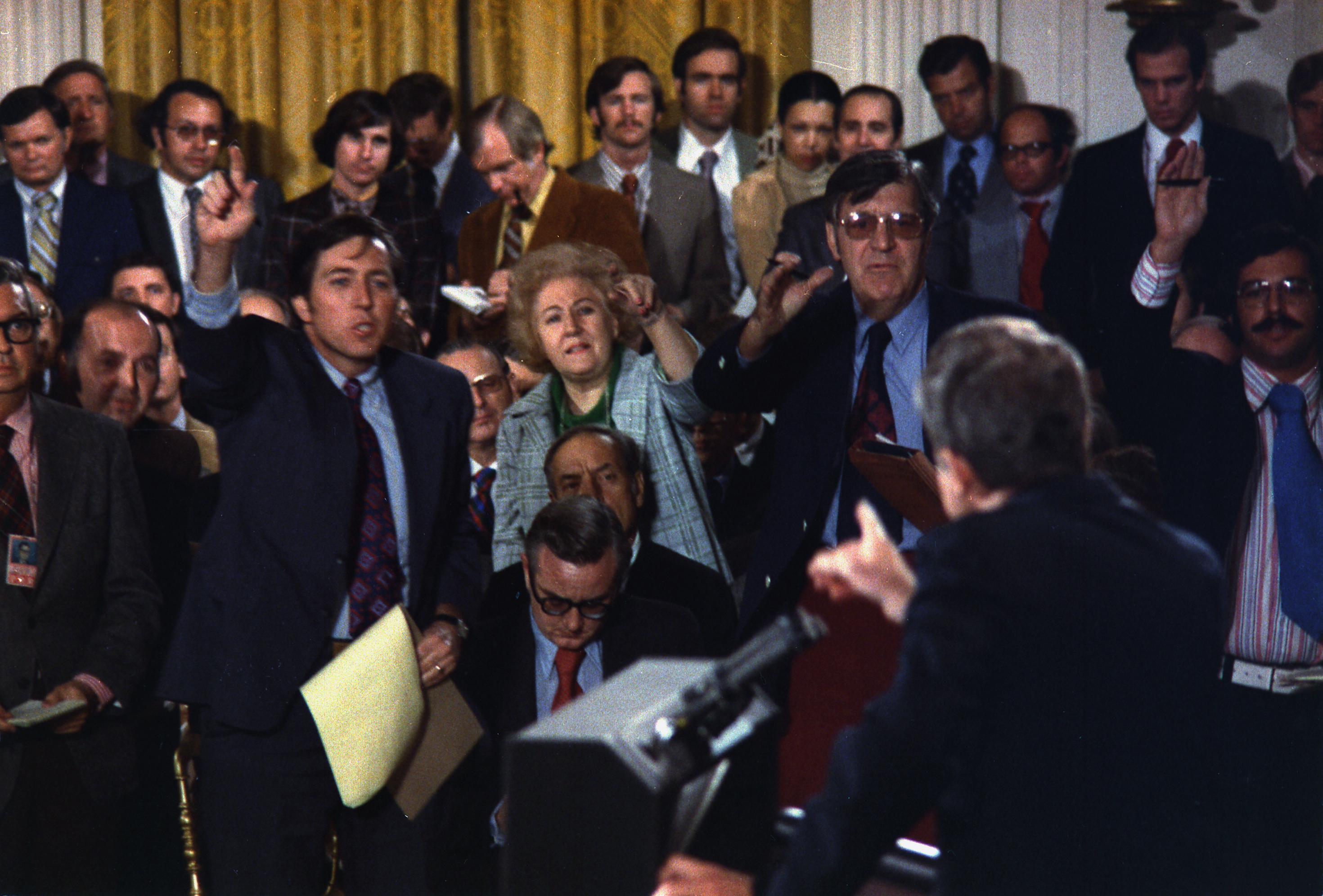
記者会見で厳しい質問攻めに会うニクソン
（1973年10月26日）

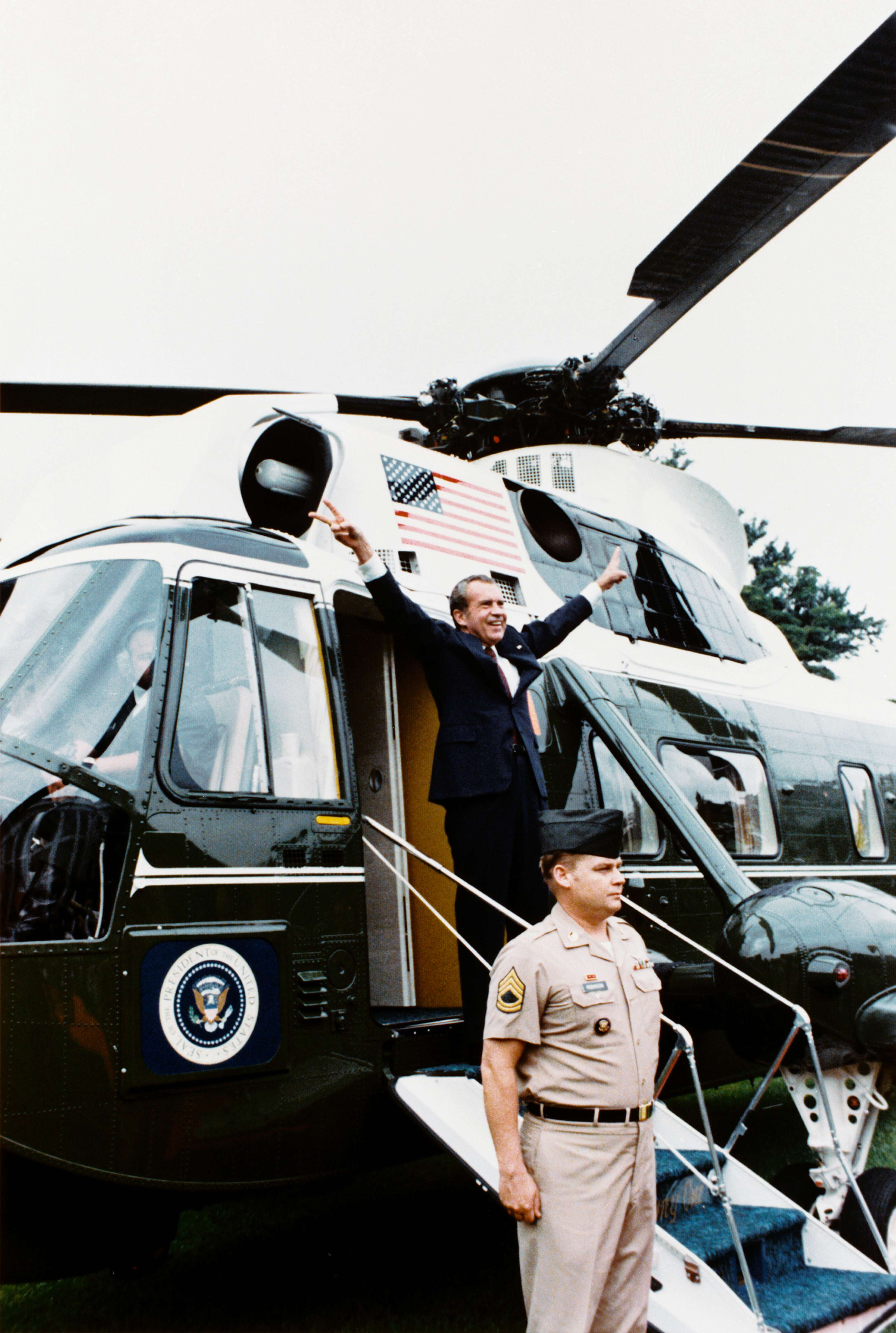
ホワイトハウスを去るニクソン

外交と内政で大きな成果を収め、内外からその手腕が高い評価を受けて大統領選挙で再選を果たしたニクソンを、アメリカ史上初めての大統領任期中の辞任という不名誉な状況に追い込んだのが、大統領選挙の予備選挙が最終盤を迎えた1972年6月に起きた民主党全国委員会本部への不法侵入および盗聴事件、いわゆる「ウォーターゲート事件」である。
1972年6月17日にワシントンD.C.のウォーターゲート・ビル内にある民主党全国委員会本部オフィスへの不法侵入と盗聴器の設置容疑で逮捕された5人のうち、1人はジェームズ・W・マッコード・ジュニアでニクソン大統領再選委員会の警備主任であった。また他の2人が所持していた手帳には、元ホワイトハウス顧問エヴァレット・ハワード・ハントの自宅の電話番号と「House.WH」と書かれていた。このために、ニクソン政権に近い者がこの事件に何らかの形で関与されていると疑われたが、当初ニクソンとホワイトハウスのスタッフは「民主党全国委員会本部オフィスへの侵入事件と政権とは無関係」として、1972年秋の大統領選挙には全く影響は無かった。
しかし2期目の大統領就任後の1973年3月になって、マッコードが大統領再選委員会とホワイトハウスのスタッフが関与していることを明らかにして、これが政権の屋台骨を揺さぶるスキャンダルに発展した。
そして上院に特別調査委員会が設置されて、委員会の質疑からやがて侵入事件発覚後のかなり早い時期にニクソンが知って「もみ消し」に関わっていたかが焦点となっていった。そしてこの事件調査の過程で、大統領執務室内の会話が録音されている（バターフィールド証言。但しこれはニクソン以前にケネディも行っていた）ことが判明して、その会話を録音したテープの提出を求められて、事件の調査は事件直後にホワイトハウス内でどのような会話がされていたのかが焦点となった。最初は録音テープの提出を拒み、やがて一部提出されたテープには18分も消去された部分があって、謎が深まった。そして1973年10月にニクソン自身がこの事件調査のため設置して司法長官が任命したアーチボールド・コックス特別検察官を突然解任しようとして司法長官や次官が相次いで辞任する事態（土曜日の夜の虐殺）となり、国民にも「大統領はもみ消しに関わっていた」という疑惑が拡大し、しかも同じ時期に副大統領のアグニューが知事時代の収賄事件で突然辞任してニクソン政権は窮地に陥った。これで議会は大統領弾劾に動き始めた。

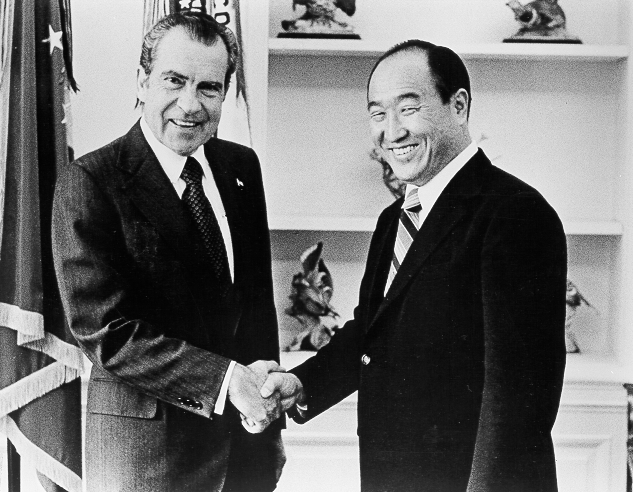
ウォーターゲート事件の渦中、ニクソンと文鮮明はホワイトハウスにて面会した （1974年）

当初ニクソンはこの盗聴事件についてその詳細を知ったのは事件から9か月後の1973年3月であるという説明を行っていた。しかし連邦最高裁の決定で提出された録音テープの会話記録から、実際には1972年6月23日（侵入事件の6日後）にはすでに事件を知っており、明らかなFBIへの捜査妨害を指示していたことが明らかになった。このため下院司法委員会が弾劾の発議を可決し、さらには上院での弾劾裁判で反対票を投じるはずの与党共和党の議員からも雪崩のようにニクソンへの支持撤回が相次ぎ、8月7日に共和党上院の有力者からもはや大統領弾劾を回避することが不可能と伝えられ、ついに辞任を決意した。
そして1974年8月8日夜、ホワイトハウスからテレビで全米の国民に大統領を辞任することを表明し、ウォーターゲート事件の責任をとる形で翌8月9日に正式に辞任した。なお、大統領の辞任はアメリカ史上初めてのことであり、その後も辞任した大統領は現れていない。大統領が議会の弾劾の動きに直面したのは、リンカーン暗殺後に昇格した第17代大統領アンドリュー・ジョンソン以来であった。また、辞任の瞬間大統領専用機エアフォースワンに搭乗しており、辞任の瞬間に別のコールサインへ変更された。こちらも現在のところ唯一の例である。

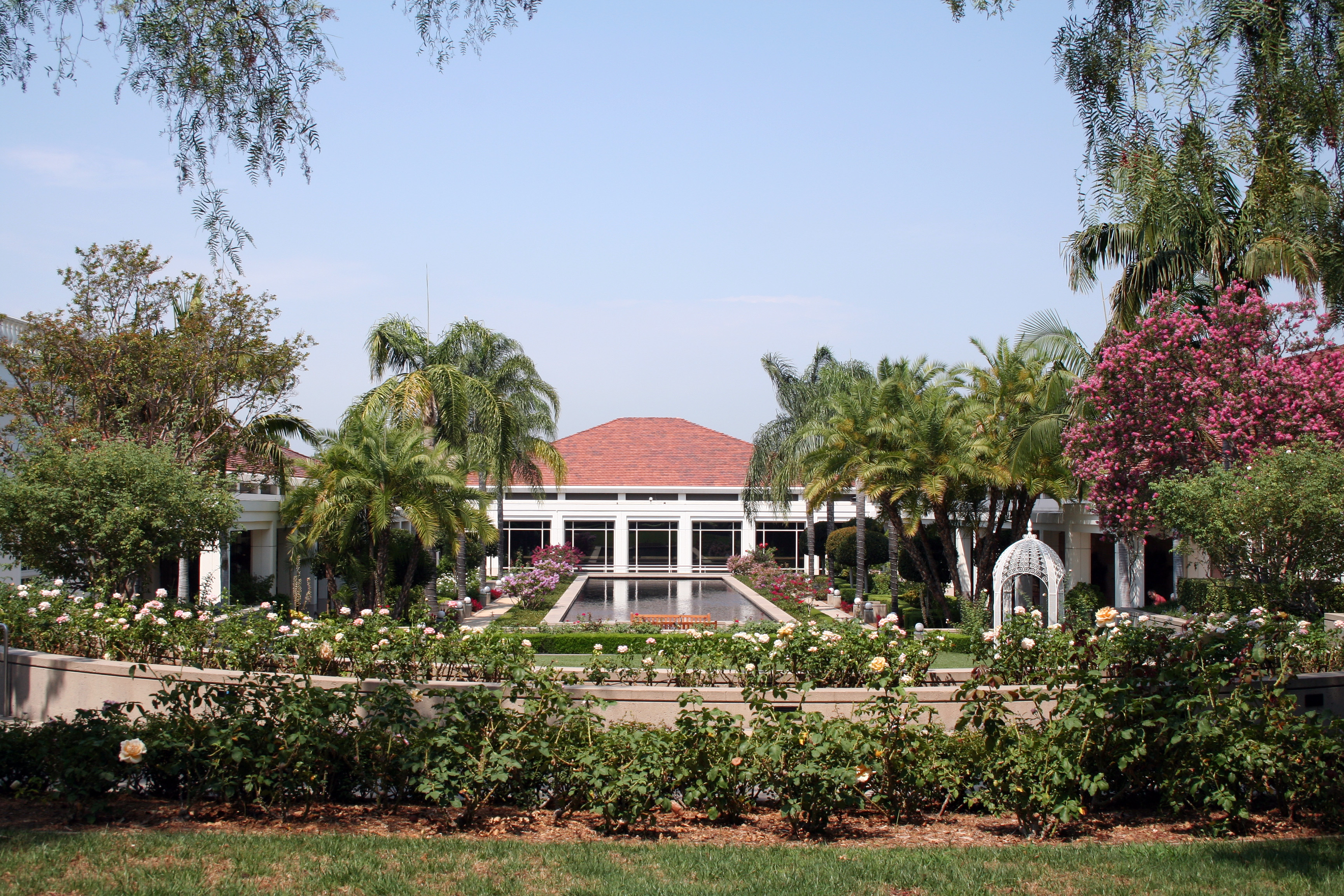
ニクソン大統領図書館

後任の大統領に昇格したフォードは、ウォーターゲート事件の訴追前の段階であった9月8日、ニクソンに対する特別恩赦を行った。これによりニクソンは、大統領在任期間中のあらゆる罪について問われることは無くなった。誰が何のために不法侵入と盗聴を指示したかは未だに定かではないし、ニクソンもどこまで関わっていたのか明らかにならず、事件は幕が下ろされた。結局自ら辞職したことでニクソンは現実に弾劾されず有罪と判決されもしなかったが、恩赦の受理は実質的に有罪を意味した。
アメリカ国内での諜報機関が非合法監視活動を行っていたこの事件は自由の国アメリカのイメージを国内外で大きく失墜させ、1975年に元上院議員フランク・チャーチによって組織された委員会の提言で外国情報監視法 (FISA) の成立につながった。
なお事件後にニクソンや事件関係者が証拠隠滅のためにウォータゲート事件の資料を廃棄できないよう、アメリカ合衆国議会が制定した大統領録音記録および資料保存法によってウォーターゲート関連書類は政府が押収した。資料はワシントンD.C.地域外への持ち出しが禁止されたので、カリフォルニア州ヨーバリンダの「ニクソン生誕地図書館」ではなくアメリカ国立公文書記録管理局 (NARA) に保管されていた。

## 大統領辞任後

### 入院と手術
1974年10月、ニクソンは静脈炎のため入院。同月28日に手術を受けたが血管循環障害のため約3時間にわたり「臨床医学上は死亡した状態」に陥った。ショック治療により危機を脱して順調に回復したが、一時は関係者はパニック状態に陥った。

### ウォーターゲート事件の後遺症

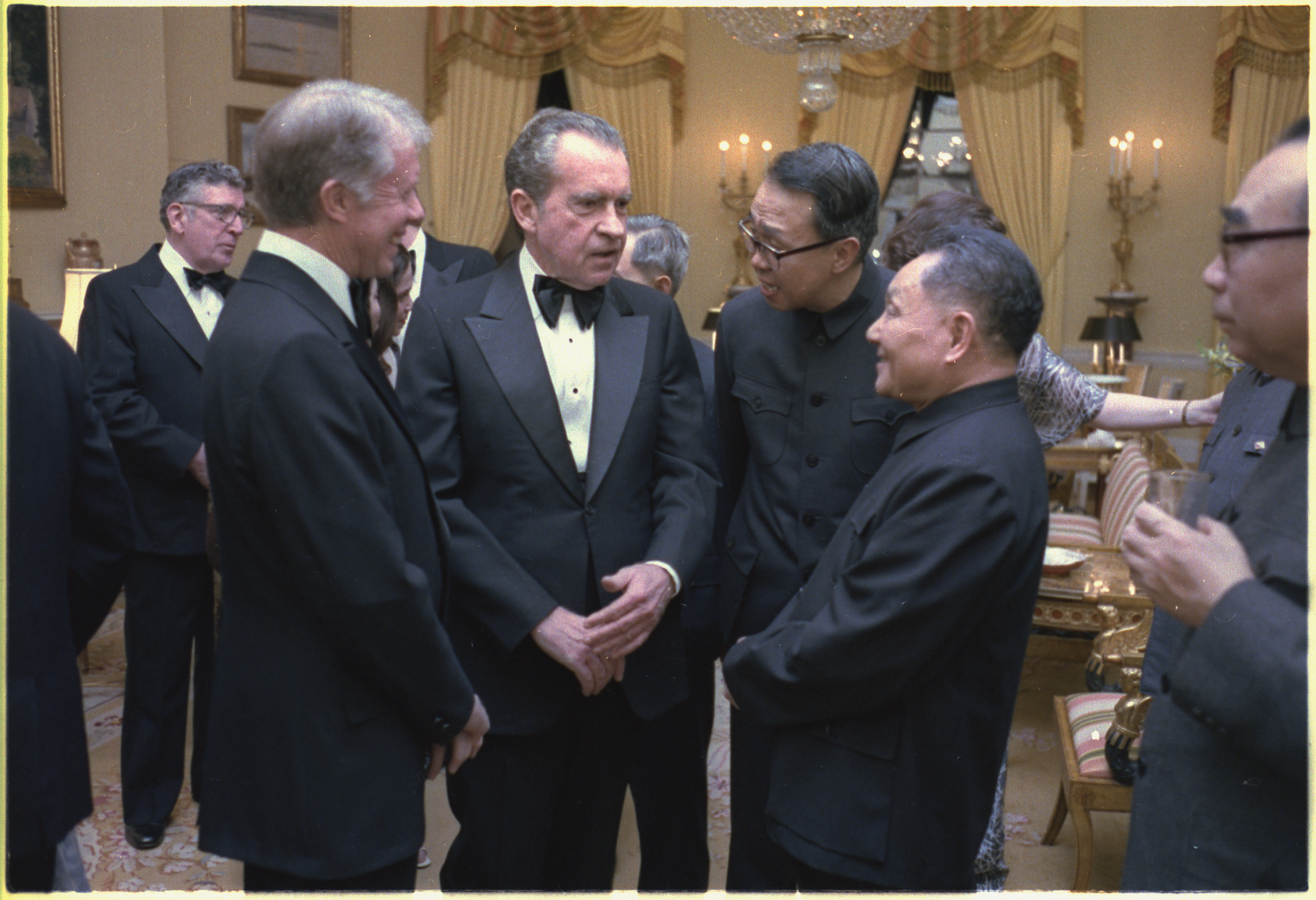
ジミー・カーター（左）と中国の鄧小平（右）とともに
（1979年）

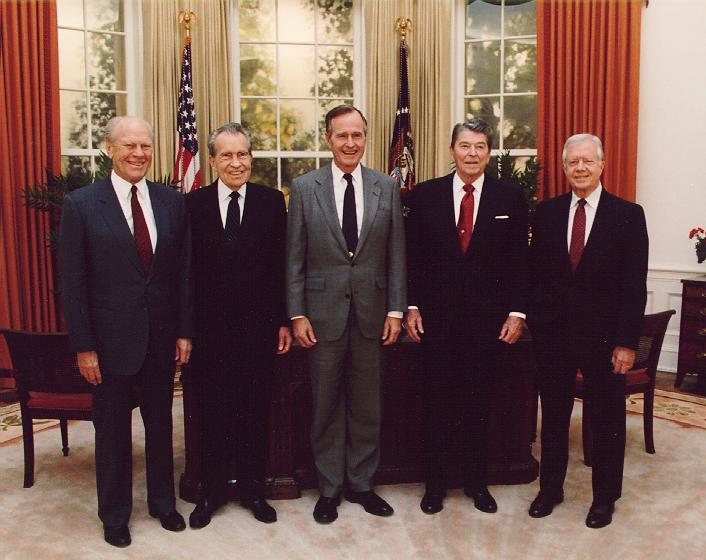
左からフォード、ニクソン、ジョージ・H・W・ブッシュ、レーガン、カーターの歴代アメリカ合衆国大統領

ニクソンの首席補佐官であったH・R・ハルデマンや、内政担当補佐官であったジョン・アーリックマンがウォーターゲート事件への関与により有罪宣告を受け、1976年から1977年の間に懲役刑を受けたことが、ニクソンがウォーターゲート事件において事件で道義上の責任があったことを大きく印象付けた。
さらにその後のウォーターゲート事件関連のさらなるテープの公開、さらにニクソンの死後の2003年7月に、1972年の大統領選挙の際の再選運動本部長だったジェブ・マグルーダーが、「ニクソンが電話で個人的に民主党本部侵入と盗聴を命じてきた」と主張したことは、事件の隠蔽および不法な資金融資、民主党本部への侵入と盗聴に対するニクソンの関与に関する疑惑をさらに深めている。

### イメージの修復

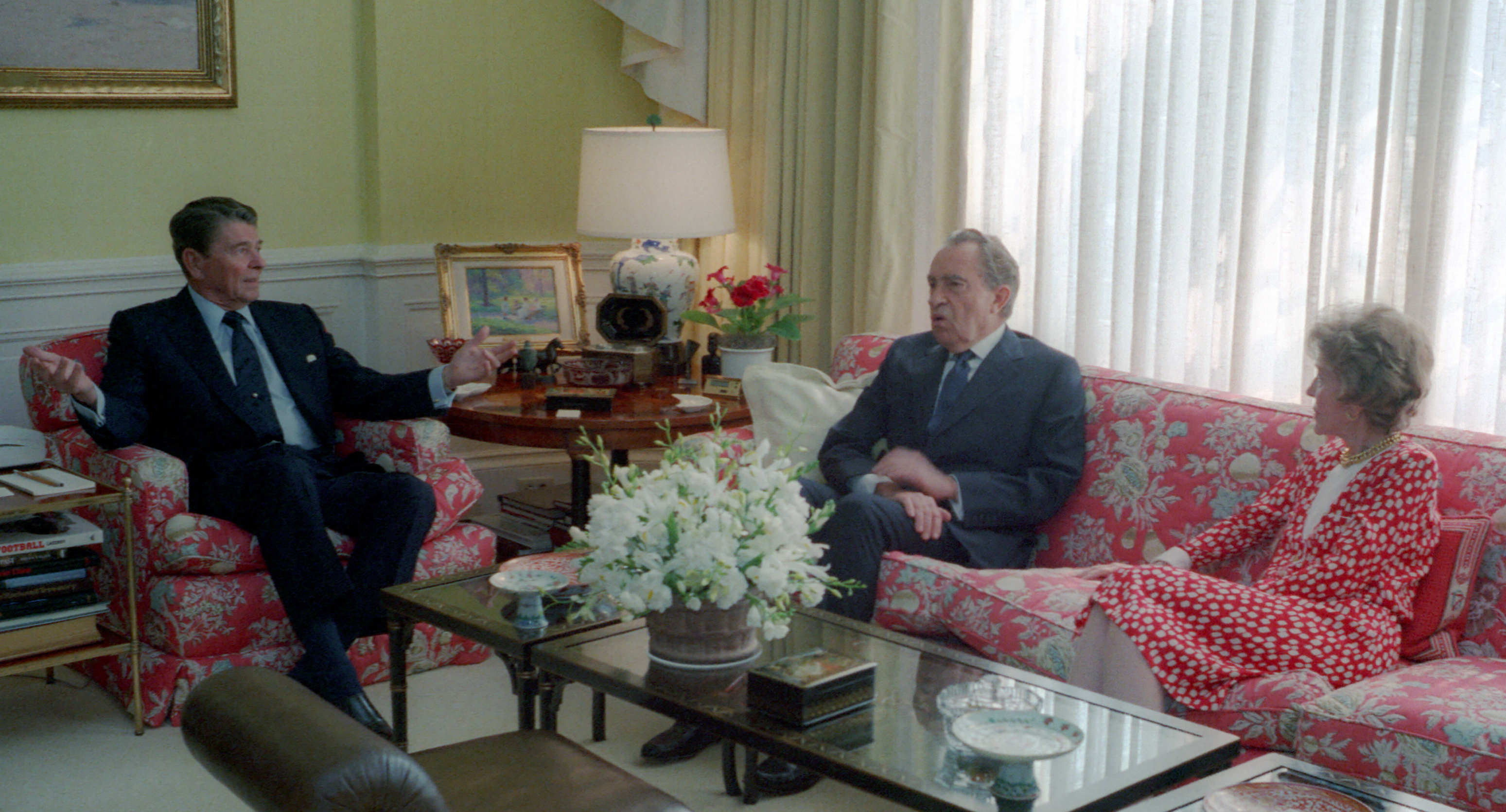
レーガン大統領とともに

しかしながらニクソンは、ソ連や東ヨーロッパ諸国との冷戦が続く中で「外交に強い政治家」として、ソ連や中華人民共和国へ大統領として初めて訪問しこれらの国々との関係構築に貢献した。また大統領辞任後も、特に関係を構築した中華人民共和国とは、その歴代の指導者との関係の深さを誇った。
ニクソンは、1968年アメリカ合衆国大統領選挙で当初は共和党内の対立候補として戦ったレーガンとはそりが合わなかったが、1981年にロナルド・レーガンが大統領に就任するとアドバイスを授けた。またアメリカのみならず欧米、東側諸国でも多くの講演会を行った。
これらの活動を通じてアメリカ国民の許しを得たこと、さらに辞任後だけで回顧録を含め10冊もの書籍を執筆し、そのいくつかは全米でベストセラーとなったことで、民主党支持者を中心としたマスコミや政治評論家などからの攻撃を退け、晩年までにニクソンは自身のイメージをある程度修復することに成功した。

## 死去

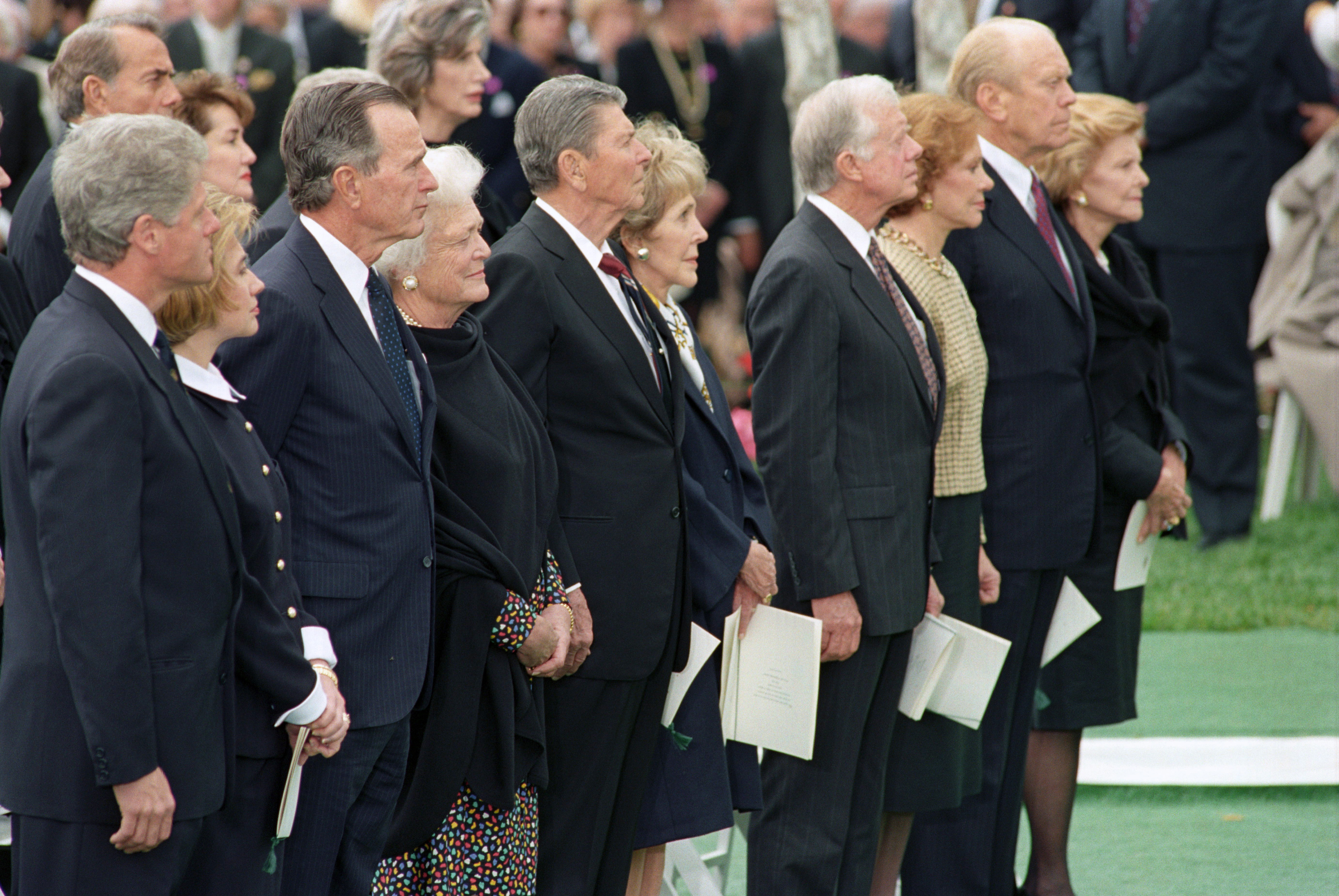
ニクソンの葬儀に出席した5人の歴代大統領 (ビル・クリントン、ジョージ・H・W・ブッシュ、ロナルド・レーガン、ジミー・カーター、ジェラルド・フォード) とその妻たち(1994年4月27日)

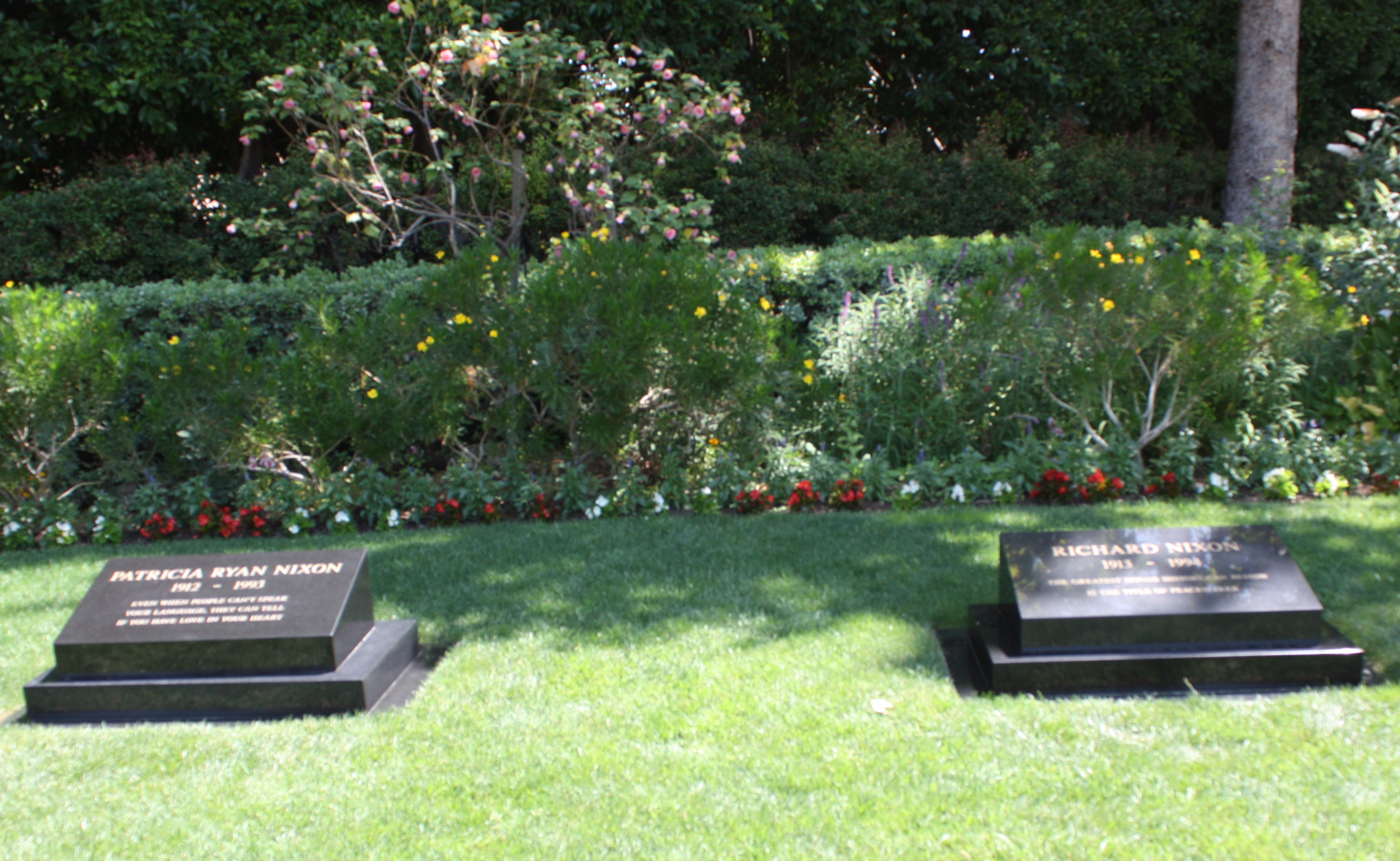
ニクソンと妻パットの墓

1994年4月22日、ニクソンは妻パット（1993年6月に肺浮腫および肺がんで死去した）の後を追うように、ニューヨーク州ニューヨークシティで脳卒中とその関連症により81歳で死去した。
ニクソンの遺体は4月26日、生誕地のカリフォルニア州ヨーバリンダにあるリチャード・ニクソン記念図書館に運ばれて安置された。葬儀は翌4月27日から行われた。通常、大統領経験者の死去の際は国葬が行われるが、ニクソンはアメリカの歴史上初となる辞任を行ったことや本人の意志などから国葬は行われず、一市民としてニクソン記念図書館の敷地内にある妻の墓の隣に埋葬された。
なおニクソンの死から10年以上が経過した2005年3月に合衆国アーキビスト （国立公文書記録管理局長）とリチャード・ニクソン生誕地図書館財団との間で書簡が交わされ、2007年7月11日にこれまでは私営として運営されてきた「ニクソン生誕地図書館」は、NARAによって完全に運営されるアメリカ連邦政府管轄の大統領図書館に変わった。

## 評価
ウォーターゲート事件の後遺症や大統領退任後も続いた国内外の左派マスコミからの攻撃もあり、完全な名誉回復はついになされなかったが、ベトナム戦争の終結や中華人民共和国の承認、デタント推進など、東西冷戦下での大統領時代の外交への関与については高い評価を与えられることが多い。
ニクソンの外交をフランスの政治家で、1960年代後半に保守派のシャルル・ド・ゴールの下で首相を務めた、やはり保守派のモーリス・クーヴ・ド・ミュルヴィルは、1986年1月に行われたニューヨーク・タイムズ紙のインタビューの中でニクソンの外交政策とその手腕を評価した。
また内政的には当時環境保護運動が盛り上がり、ニクソンもアメリカ環境保護局 (EPA) の設置、麻薬取締局 (DEA) の設置など、主に環境対策面や麻薬対策で一定の功績を残していることもあり、近年はその功績が見直されている。リベラル派の歴史家であったアーサー・シュレジンジャーは、こうした実績からすると、「ニクソンはむしろリベラルに属する大統領であった」と指摘している。

## 密約
- 日米首脳会談で沖縄返還に合意した3日後の1969年11月24日付のリチャード・ニクソンからキッシンジャーに宛てたメモによると、「大変満足できる内容の秘密合意を日本と結んだ」「佐藤栄作との約束に背かない範囲で」「外部に漏れたら密約の存在は否定する」と上院の民主党の有力議員2人に伝えるように指示した[66]。

## ニクソンに関係する作品

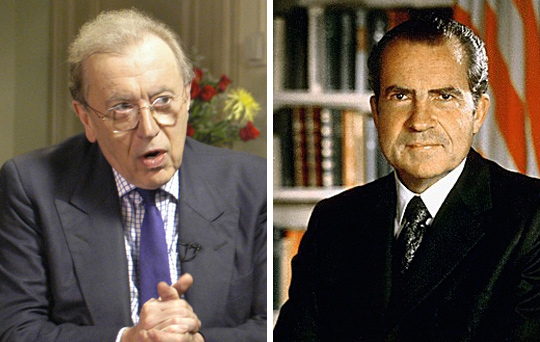
「フロスト×ニクソン」の題材となったデービッド・フロスト（左）とニクソン

### ニクソンを描いた映画
- 名誉ある撤退〜ニクソンの夜〜 Secret Honor （1984年、監督：ロバート・アルトマン）
- ニクソン Nixon （1995年、監督：オリバー・ストーン）
- キルスティン・ダンストの大統領に気をつけろ! Dick （1999年、監督：アンドリュー・フレミング）
- フロスト×ニクソン Frost/Nixon （2009年、監督：ロン・ハワード、原作：ピーター・モーガン）
- エルヴィスとニクソン 〜写真に隠された真実〜 Elvis & Nixon （2016年、監督：ライザ・ジョンソン）

### ニクソンが登場する映画
- 大統領の陰謀 All The President's Men （1974年、監督：アラン・J・パクラ）
- フォレスト・ガンプ/一期一会 Forrest Gump （1994年、監督：ロバート・ゼメキス）
- リチャード・ニクソン暗殺を企てた男 The Assassination of Richard Nixon （2004年、監督：ニルス・ミュラー）
- ウォッチメン Watchmen （2009年、監督：ザック・スナイダー）
- J・エドガー J. Edgar （2011年、監督：クリント・イーストウッド）
- X-MEN:フューチャー&パスト X-Men: Days of Future Past （2014年、監督：ブライアン・シンガー）
- ナイスガイズ! The Nice Guys（2016年、監督・シェーン・ブラック）
- ペンタゴン・ペーパーズ/最高機密文書 The Post （2017年、監督：スティーヴン・スピルバーグ）

### ニクソンを（基として）描いたテレビドラマ
- 権力と陰謀 大統領の密室 Washington: Behind Closed Doors （1977年、監督：ゲイリー・ネルソン、原作：ジョン・アーリックマン「The Company」） - 登場人物の人物名は全て変更されているが、ジョンソン大統領の政権末期からニクソンの当選、政権の陰謀、そしてウォーターゲート事件に至るまでをベースに、主にCIA長官の視点から腐敗した政権の裏側を見せながらウォーターゲートビルに盗聴装置を取り付けるため侵入して逮捕されるまでを描いたテレビ・ミニシリーズ。
- キッシンジャー&ニクソン/合衆国の決断 Kissinger and Nixon （1995年、監督：ダニエル・ペトリ） - TVムービー。
- エルヴィスとニクソン Elvis Meets Nixon （1997年、監督：アラン・アーカッシュ） - TVムービー。
- ザ・シンプソンズ The Simpsons （原作：マット・グレイニング）

### ニクソンを描いた舞台
- 中国のニクソン（歌劇） Nixon in China （1985年、作曲：ジョン・アダムズ）
- フロスト/ニクソン Frost/Nixon （2006年、作：ピーター・モーガン）

### ニクソンに言及もしくは関連した楽曲
- オハイオ Ohio （1970年、クロスビー、スティルス、ナッシュ&ヤング、シングルA面）
- インピーチ・ザ・プレジデント Inpeach the President （1973年、ロイC&ハニー・ドリッパーズ）
- いつわり He's Misstra Know-It-All （1973年、スティーヴィー・ワンダー、『インナーヴィジョンズ』に収録）[67]
- 悪夢 You Haven't Done Nothin'  （1974年、スティーヴィー・ワンダー、『ファースト・フィナーレ』に収録）
- スウィート・ホーム・アラバマ Sweet Home Alabama （1974年、レーナード・スキナード、『セカンド・ヘルピング』に収録）
- レット・イット・オール・フォール・ダウン Let It All Fall Down （1974年、ジェームス・テイラー、『ウォーキング・マン』に収録）
- 大統領殿 Mr. President (Have Pity on the Working Man) （1974年、ランディ・ニューマン、『グッド・オールド・ボーイズ』に収録）
- ヤング・アメリカンズ Young Americans （1975年、デヴィッド・ボウイ、『ヤング・アメリカンズ』に収録）
- 老兵 Campaigner （1977年、ニール・ヤング、『ディケイド / 輝ける10年』に収録）
- ライン・エム・アップ Line 'Em Up （1997年、ジェームス・テイラー、『アワーグラス』に収録）
- ザ・ラヴ・オブ・リチャード・ニクソン The Love Of Richard Nixon （2004年、マニック・ストリート・プリーチャーズ、シングルおよび『ライフブラッド』に収録）
- リチャード・ニクソンからの葉書 Postcards from Richard Nixon （2006年、エルトン・ジョン、『キャプテン・アンド・ザ・キッド』に収録）
- Cuba Si, Nixon No （1969年、サイモン&ガーファンクル、ライブのみ）